# Liste des programmes originaux Netflix
Netflix est un service de vidéo à la demande américain ayant produit de nombreux programmes originaux dont des séries, des films ou des documentaires. Les productions originales Netflix comprennent également des suites de programmes annulés par d'autres chaînes ainsi que des licences ou coproductions de distributeurs internationaux qui sont affiliées à Netflix. Dans ce cas, les programmes concernés sont parfois disponibles pour un nombre restreint de pays. Certains de ces contenus sont produits dans des pays autres que les États-Unis, comme Marseille, Osmosis ou Family Business qui ont été réalisés en France.
La première production originale Netflix a été la série Lilyhammer, diffusée en 2012. Depuis lors, Netflix n'a cessé d'investir dans la création de programmes originaux, notamment de séries et de films, quitte à s'endetter.

## Séries originales disponibles
Les programmes suivants ont vu leur production originale commandée par Netflix ou ont eu des saisons supplémentaires commandées par Netflix.

### Drames
| Titre                                               | Genre                        | Date de diffusion initiale | Saisons                | Durée par épisode | Statut                                           |
| Sortis en 2012                                      | Sortis en 2012               | Sortis en 2012             | Sortis en 2012         | Sortis en 2012    | Sortis en 2012                                   |
| --------------------------------------------------- | ---------------------------- | -------------------------- | ---------------------- | ----------------- | ------------------------------------------------ |
| Lilyhammer                                          | Thriller dramatique          | 13 mars 2012               | 3 saisons, 24 épisodes | 46 min            | Série terminée                                   |
| Sortis en 2013                                      |                              |                            |                        |                   |                                                  |
| House of Cards                                      | Drame politique              | 1er février 2013           | 6 saisons, 73 épisodes | 42-59 min         | Série terminée                                   |
| Hemlock Grove                                       | Thriller                     | 19 avril 2013              | 3 saisons, 33 épisodes | 45-58 min         | Série terminée                                   |
| Orange Is the New Black (VFB)                       | Comédie dramatique           | 11 juillet 2013            | 7 saisons, 91 épisodes | 55-107 min        | Série terminée                                   |
| Sortis en 2014                                      |                              |                            |                        |                   |                                                  |
| Marco Polo (VFB)                                    | Drame historique             | 12 décembre 2014           | 2 saisons, 20 épisodes | 48-65 min         | Série terminée                                   |
| Sortis en 2015                                      |                              |                            |                        |                   |                                                  |
| Bloodline                                           | Thriller                     | 20 mars 2015               | 3 saisons, 33 épisodes | 48-68 min         | Série terminée                                   |
| Sense8                                              | Science-fiction              | 5 juin 2015                | 2 saisons, 24 épisodes | 45-152 min        | Série terminée                                   |
| Narcos                                              | Drame policier               | 28 août 2015               | 3 saisons, 30 épisodes | 43-60 min         | Série terminée                                   |
| Sortis en 2016                                      |                              |                            |                        |                   |                                                  |
| Stranger Things                                     | Science-fiction              | 15 juillet 2016            | 4 saisons, 34 épisodes | 42-142 min        | Renouvelée pour une cinquième et dernière saison |
| The Get Down                                        | Drame musical                | 12 août 2016               | 2 parties, 11 épisodes | 50-93 min         | Série terminée                                   |
| The Crown                                           | Drame historique             | 4 novembre 2016            | 6 saisons, 60 épisodes | 47-62 min         | Série terminée                                   |
| Gilmore Girls : Une nouvelle année                  | Drame familial               | 25 novembre 2016           | 4 épisodes             | 88-102 min        | Mini-série terminée                              |
| The OA                                              | Drame énigmatique            | 16 décembre 2016           | 2 saisons, 16 épisodes | 31-71 min         | Série terminée                                   |
| Sortis en 2017                                      |                              |                            |                        |                   |                                                  |
| Les Désastreuses Aventures des orphelins Baudelaire | Humour noir                  | 13 janvier 2017            | 3 saisons, 25 épisodes | 36-64 min         | Série terminée                                   |
| 13 Reasons Why                                      | Drame énigmatique            | 31 mars 2017               | 4 saisons, 49 épisodes | 49-98 min         | Série terminée                                   |
| Gypsy                                               | Thriller psychologique       | 30 juin 2017               | 1 saison, 10 épisodes  | 46-58 min         | Série terminée                                   |
| Ozark                                               | Drame policier               | 21 juillet 2017            | 4 saisons, 44 épisodes | 50-80 min         | Série terminée                                   |
| Mindhunter                                          | Drame policier               | 13 octobre 2017            | 2 saisons, 19 épisodes | 34-72 min         | Série terminée                                   |
| Godless                                             | Western                      | 22 novembre 2017           | 7 épisodes             | 41-80 min         | Mini-série terminée                              |
| Sortis en 2018                                      |                              |                            |                        |                   |                                                  |
| Insatiable                                          | Humour noir                  | 10 août 2018               | 2 saisons, 22 épisodes | 40-55 min         | Série terminée                                   |
| Altered Carbon                                      | Science-fiction              | 2 février 2018             | 2 saison, 18 épisodes  | 46-66 min         | Série terminée                                   |
| Seven Seconds                                       | Drame policier               | 2 février 2018             | 1 saison, 10 épisodes  | 54-80 min         | Série terminée                                   |
| Perdus dans l'espace                                | Science-fiction              | 2 février 2018             | 3 saisons, 28 épisodes | 48-66 min         | Série terminée                                   |
| The Innocents                                       | Fiction surnaturelle         | 24 août 2018               | 1 saison, 8 épisodes   | 46-56 min         | Série terminée                                   |
| The Good Cop                                        | Comédie dramatique policière | 21 septembre 2018          | 1 saison, 10 épisodes  | 43-49 min         | Série terminée                                   |
| The Haunting of Hill House (VFB)                    | Anthologie d'horreur         | 12 octobre 2018            | 2 saisons, 19 épisodes | 43-71 min         | Série terminée                                   |
| Les Nouvelles Aventures de Sabrina                  | Récit initiatique surnaturel | 26 octobre 2018            | 2 parties, 28 épisodes | 50-64 min         | Série terminée                                   |
| Narcos: Mexico                                      | Drame policier               | 16 novembre 2018           | 3 saisons, 30 épisodes | 55-70 min         | Série terminée                                   |
| Terre de marées                                     | Drame policier surnaturel    | 14 décembre 2018           | 1 saison, 8 épisodes   | 36-48 min         | Aucune information                               |
| Sortis en 2019                                      |                              |                            |                        |                   |                                                  |
| Umbrella Academy                                    | Drame action                 | 15 février 2019            | 4 saisons, 36 épisodes | 45-60 min         | Série terminée                                   |
| The Order                                           | Drame horrifique surnaturel  | 7 mars 2019                | 2 saisons, 20 épisodes | 42-52 min         | Série terminée                                   |
| Shadow Khumalo                                      | Thriller                     | 8 mars 2019                | 1 saison, 8 épisodes   | 40-49 min         | Série terminée                                   |
| Black Summer                                        | Drame post-apocalyptique     | 11 avril 2019              | 2 saisons, 16 épisodes | 21-45 min         | Série terminée                                   |
| Chambers                                            | Thriller                     | 26 avril 2019              | 1 saison, 10 épisodes  | 38-51 min         | Série terminée                                   |
| The Society                                         | Drame énigmatique            | 10 mai 2019                | 1 saison, 10 épisodes  | 49-61 min         | Série terminée                                   |
| What/If                                             | Thriller anthologique        | 24 mai 2019                | 1 partie, 10 épisodes  | 44-58 min         | Série terminée                                   |
| Dans leur regard                                    | Drame                        | 31 mai 2019                | 4 épisodes             | 64-88 min         | Mini-série terminée                              |
| Trinkets                                            | Drame initiatique            | 14 juin 2019               | 2 saisons, 20 épisodes | 22-29 min         | Série terminée                                   |
| Another Life                                        | Science-fiction              | 25 juillet 2019            | 2 saisons, 20 épisodes | 37-61 min         | Série terminée                                   |
| Wu Assassins                                        | Arts martiaux                | 8 août 2019                | 1 saison, 10 épisodes  | 40-51 min         | Série terminée                                   |
| Dark Crystal : Le temps de la résistance            | Fantaisie                    | 30 août 2019               | 1 saison, 10 épisodes  | 47-61 min         | Série terminée                                   |
| Criminal: Royaume-Uni                               | Anthologie policière         | 20 septembre 2019          | 2 saison, 7 épisodes   | 43-44 min         | En attente                                       |
| Comment élever un super-héros                       | Science-fiction              | 4 octobre 2019             | 2 saisons, 17 épisodes | 39-50 min         | Série terminée                                   |
| The Witcher                                         | Fantasie                     | 20 décembre 2019           | 3 saisons, 24 épisodes | 47-67 min         | Renouvelée pour une cinquième et dernière saison |
| Sortis en 2020                                      |                              |                            |                        |                   |                                                  |
| Messiah                                             | Thriller                     | 1er janvier 2020           | 1 saison, 10 épisodes  | 38-55 min         | Série terminée                                   |
| Spinning Out                                        | Drame                        | 1er janvier 2020           | 1 saison, 10 épisodes  | 44-56 min         | Série terminée                                   |
| October Faction                                     | Science-fiction / Drame      | 23 janvier 2020            | 1 saison, 10 épisodes  | 36-49 min         | Série terminée                                   |
| Intimidation                                        | Thriller                     | 30 janvier 2020            | 8 épisodes             | 42-52 min         | Mini-série terminée                              |
| Locke and Key                                       | Fantastique                  | 7 février 2020             | 3 saisons, 28 épisodes | 40-56 min         | Série terminée                                   |
| Queen Sono                                          | Drame policier               | 28 février 2020            | 1 saison, 6 épisodes   | 31-47 min         | Série terminée                                   |
| Self Made                                           | Drame                        | 20 mars 2020               | 1 saison, 4 épisodes   | 45-49 min         | Mini-série terminée                              |
| Unorthodox                                          | Drame                        | 26 mars 2020               | 4 épisodes             | 52-55 min         | Mini-série terminée                              |
| Outer Banks                                         | Aventure                     | 15 avril 2020              | 4 saisons, 40 épisodes | 42-61 min         | Renouvelée pour une cinquième et dernière saison |
| Sweet Tooth                                         | Science-fiction              | 4 juin 2020                | 3 saison, 24 épisodes  | 36-53 min         | Série terminée                                   |

### Séries Marvel
| Titre          | Genre                  | Date de diffusion initiale | Saisons                | Durée          | Statut              |
| Sortis en 2015 | Sortis en 2015         | Sortis en 2015             | Sortis en 2015         | Sortis en 2015 | Sortis en 2015      |
| -------------- | ---------------------- | -------------------------- | ---------------------- | -------------- | ------------------- |
| Daredevil      | Drame policier         | 10 avril 2015              | 3 saisons, 39 épisodes | 46-61 min      | Série terminée      |
| Jessica Jones  | Thriller psychologique | 20 novembre 2015           | 3 saisons, 39 épisodes | 46-56 min      | Série terminée      |
| Sortis en 2016 |                        |                            |                        |                |                     |
| Luke Cage      | Néo-blaxploitation     | 30 septembre 2016          | 2 saisons, 26 épisodes | 46-69 min      | Série terminée      |
| Sortis en 2017 |                        |                            |                        |                |                     |
| Iron Fist      | Arts martiaux          | 17 mars 2017               | 2 saisons, 23 épisodes | 49-61 min      | Série terminée      |
| The Defenders  | Drame action           | 18 août 2017               | 8 épisodes             | 44-57 min      | Mini-série terminée |
| The Punisher   | Drame policier         | 17 novembre 2017           | 2 saisons, 26 épisodes | 47-58 min      | Série terminée      |

### Comédies
| Titre                                      | Genre                                         | Date de diffusion initiale | Saisons                            | Durée par épisode | Statut                                    |
| Sortis en 2015                             | Sortis en 2015                                | Sortis en 2015             | Sortis en 2015                     | Sortis en 2015    | Sortis en 2015                            |
| ------------------------------------------ | --------------------------------------------- | -------------------------- | ---------------------------------- | ----------------- | ----------------------------------------- |
| Unbreakable Kimmy Schmidt                  | Comédie                                       | 6 mars 2015                | 4 saisons, 51 épisodes             | 23-53 min         | Série terminée                            |
| Grace et Frankie                           | Comédie dramatique                            | 8 mai 2015                 | 7 saisons, 94 épisodes             | 25-35 min         | Série terminée                            |
| Wet Hot American Summer: Fist Day of Camp  | Comédie satirique                             | 31 juillet 2015            | 8 épisodes                         | 27-30 min         | Mini-série                                |
| Master of None                             | Comédie                                       | 6 novembre 2015            | 2 saisons, 20 épisodes             | 21-57 min         | Série terminée                            |
| W/ Bob & David                             | Comédie                                       | 13 novembre 2015           | 1 saison, 5 épisodes               | 27-33 min         | Série terminée                            |
| Sortis en 2016                             |                                               |                            |                                    |                   |                                           |
| Love (VFB)                                 | Comédie romantique                            | 19 février 2016            | 3 saisons, 34 épisodes             | 24-40 min         | Série terminée                            |
| La Fête à la maison : 20 ans après         | Sitcom                                        | 26 février 2016            | 5 saisons, 75 épisodes             | 24-36 min         | Série terminée                            |
| Flaked (VFB)                               | Comédie                                       | 11 mars 2016               | 2 saisons, 14 épisodes             | 30-34 min         | Série terminée                            |
| Netflix Presents: The Characters           | Sketch comédie                                | 11 mars 2016               | 1 saison, 8 épisodes               | 27-38 min         | Série terminée                            |
| The Ranch                                  | Sitcom                                        | 1er avril 2016             | 8 parties, 80 épisodes             | 25-36 min         | Série terminée                            |
| Lady Dynamite                              | Comédie                                       | 20 mai 2016                | 2 saisons, 20 épisodes             | 26-36 min         | Série terminée                            |
| Easy                                       | Comédie romantique anthologique               | 22 septembre 2016          | 2 saisons, 16 épisodes             | 26-33 min         | Série terminée                            |
| Haters Back Off                            | Comédie                                       | 14 octobre 2016            | 2 saisons, 16 épisodes             | 24-36 min         | Série terminée                            |
| Trailer Park Boys Out of the Park: Europe  | Documentaire parodique                        | 28 octobre 2016            | 1 saison, 8 épisodes               | 22-30 min         | Série terminée                            |
| Sortis en 2017                             |                                               |                            |                                    |                   |                                           |
| Au fil des jours                           | Sitcom                                        | 6 janvier 2017             | 4 saisons, 42 épisodes             | 25-35 min         | Série terminée                            |
| Santa Clarita Diet                         | Comédie horreur                               | 3 février 2017             | 3 saisons, 30 épisodes             | 25-35 min         | Série terminée                            |
| Mystery Science Theater 3000: The Return   | Science fiction comique                       | 14 avril 2017              | 2 saisons, 20 épisodes             | 86-94 min         | En cours                                  |
| Girlboss (VFB)                             | Comédie                                       | 21 avril 2017              | 1 saison, 13 épisodes              | 24-29 min         | Série terminée                            |
| Dear White People                          | Satire dramatique                             | 28 avril 2017              | 4 saisons, 40 épisodes             | 21-36 min         | Série terminée                            |
| GLOW (VFB)                                 | Comédie                                       | 23 juin 2017               | 3 saisons, 30 épisodes             | 27-46 min         | Série terminée                            |
| Friends from College                       | Comédie                                       | 14 juillet 2017            | 2 saisons, 16 épisodes             | 26-34 min         | Série terminée                            |
| Wet Hot American Summer: Ten Years Later   | Comédie satirique                             | 4 août 2017                | 8 épisodes                         | 24-31 min         | Mini-série                                |
| Atypical                                   | Récit initiatique                             | 11 août 2017               | 4 saisons, 38 épisodes             | 26-38 min         | Série terminée                            |
| Disjointed (VFB)                           | Comédie                                       | 25 août 2017               | 2 parties, 20 épisodes             | 22-32 min         | Série terminée                            |
| American Vandal (VFB)                      | Documentaire parodique                        | 15 septembre 2017          | 2 saisons, 16 épisodes             | 26-42 min         | Série terminée                            |
| Nola Darling n'en fait qu'à sa tête        | Comédie dramatique                            | 23 novembre 2017           | 1 saison, 10 épisodes              | 32-38 min         | Série terminée                            |
| Trailer Park Boys Out of the Park: USA     | Documentaire parodique                        | 24 novembre 2017           | 1 saison, 8 épisodes               | 23-35 min         | Série terminée                            |
| Sortis en 2018                             |                                               |                            |                                    |                   |                                           |
| Everything Sucks!                          | Récit initiatique                             | 16 février 2018            | 1 saison, 10 épisodes              | 23-27 min         | Série terminée                            |
| On My Block                                | Récit initiatique                             | 16 mars 2018               | 4 saisons, 38 épisodes             | 25-31 min         | Série terminée                            |
| All About the Washingtons                  | Comédie                                       | 10 août 2018               | 1 saison, 10 épisodes              | 22-27 min         | Série terminée                            |
| Maniac                                     | Humour noir                                   | 21 septembre 2018          | 10 épisodes                        | 27-47 min         | Mini-série                                |
| La méthode Kominsky                        | Comédie                                       | 16 novembre 2018           | 3 saisons, 22 épisodes             | 23-34 min         | Série terminée                            |
| Sortis en 2019                             |                                               |                            |                                    |                   |                                           |
| Sex Education                              | Comédie dramatique                            | 11 janvier 2019            | 4 saisons, 32 épisodes             | 47-59 min         | Série termiée                             |
| Poupée Russe                               | Comédie                                       | 1er février 2019           | 2 saisons, 15 épisodes             | 25-30 min         | Aucune information                        |
| After Life                                 | Comédie                                       | 8 mars 2019                | 3 saisons, 18 épisodes             | 25-31 min         | Série terminée                            |
| Charlie, monte le son                      | Comédie                                       | 15 mars 2019               | 1 saison, 8 épisodes               | 25-29 min         | Série terminée                            |
| Huge en France                             | Comédie                                       | 12 avril 2019              | 1 saison, 8 épisodes               | 25-29 min         | Aucune information                        |
| Spécial                                    | Comédie                                       | 12 avril 2019              | 2 saisons, 16 épisodes             | 12-17 min         | Série terminée                            |
| Lunatics                                   | Comédie                                       | 19 avril 2019              | 1 saison, 10 épisodes              | 33-38 min         | Aucune information                        |
| I Think You Should Leave with Tim Robinson | Sketchs comiques                              | 23 avril 2019              | 3 saisons, 18 épisodes             | 16-18 min         | Aucune information                        |
| Bonding                                    | Humour noir                                   | 24 avril 2019              | 2 saisons, 15 épisodes             | 12-20 min         | Série terminée                            |
| Dead to Me                                 | Humour noir                                   | 3 mai 2019                 | 3 saisons, 30 épisodes             | 26-33 min         | Série terminée                            |
| It's Bruno                                 | Comédie                                       | 17 mai 2019                | 1 saison, 8 épisodes               | 12-21 min         | Aucune information                        |
| Mr. Iglesias                               | Comédie                                       | 21 juin 2019               | 3 saisons, 21 épisodes             | 26-31 min         | Série terminée                            |
| Bienvenue chez Mamilia                     | Comédie                                       | 10 juillet 2019            | 3 saisons (5 parties), 45 épisodes | 25-34 min         | Série terminée                            |
| The Politician                             | Comédie                                       | 27 septembre 2019          | 2 saisons, 15 épisodes             | 28-62 min         | Renouvelée pour une 3e et dernière saison |
| Living with Yourself                       | Comédie / Drame                               | 18 octobre 2019            | 1 saison, 8 épisodes               | 22-36 min         | Aucune information                        |
| Daybreak                                   | Comédie noire / post-apocalyptique / aventure | 24 octobre 2019            | 1 saison, 10 épisodes              | 38-50 min         | Série terminée                            |
| Merry Happy Whatever                       | Comédie                                       | 28 novembre 2019           | 1 saison, 8 épisodes               | 25-29 min         | Aucune information                        |
| Astronomy Club: The Sketch Show            | Sketch                                        | 6 décembre 2019            | 1 saison, 6 épisodes               | 18-24 min         | Série terminée                            |
| Sortis en 2020                             |                                               |                            |                                    |                   |                                           |
| AJ and the Queen                           | Comédie                                       | 10 janvier 2020            | 1 saison, 10 épisodes              | 47-59 min         | Série terminée                            |
| Medical Police                             | Comédie                                       | 10 janvier 2020            | 1 saison, 10 épisodes              | 21-28 min         | Aucune information                        |
| Gentefied                                  | Comédie / Drame                               | 21 février 2020            | 2 saisons, 18 épisodes             | 25-34 min         | Série terminée                            |
| I Am Not Okay with This                    | Comédie dramatique / aventure                 | 26 février 2020            | 1 saison, 7 épisodes               | 19-23 min         | Série terminée                            |
| Sortis en 2022                             |                                               |                            |                                    |                   |                                           |
| Mercredi                                   | Comédie horrifique / fantastique              | 11 novembre 2022           | 1 saisons, 8 épisodes              | 47-59 min         | Renouvelée pour une deuxième saison       |

### Animation
| Titre                                   | Genre                         | Date de diffusion initiale | Saisons                            | Durée          | Statut             |
| Sortis en 2014                          | Sortis en 2014                | Sortis en 2014             | Sortis en 2014                     | Sortis en 2014 | Sortis en 2014     |
| --------------------------------------- | ----------------------------- | -------------------------- | ---------------------------------- | -------------- | ------------------ |
| BoJack Horseman (VFB)                   | Humour noir                   | 22 août 2014               | 6 saisons, 76 épisodes + 1 spécial | 25-26 min      | Série terminée     |
| Sortis en 2015                          |                               |                            |                                    |                |                    |
| F is for Family                         | Sitcom                        | 18 décembre 2015           | 5 saisons, 44 épisodes             | 25-28 min      | Série terminée     |
| Sortis en 2017                          |                               |                            |                                    |                |                    |
| Castlevania (VFB)                       | Dark fantasy                  | 7 juillet 2017             | 4 saisons, 32 épisodes             | 23-29 min      | Série terminée     |
| Neo Yokio (VFB)                         | Science-fiction / Comédie     | 22 septembre 2017          | 2 saisons, 7 épisodes              | 20-65 min      | Série terminée     |
| Big Mouth (VFB)                         | Récit initiatique             | 29 septembre 2017          | 8 saisons, 81 épisodes             | 25-46 min      | Série terminée     |
| Sortis en 2018                          |                               |                            |                                    |                |                    |
| Désenchantée                            | Comédie fantastique médiévale | 17 août 2018               | 5 parties, 50 épisodes             | 27-36 min      | Série terminée     |
| Paradise Police                         | Comédie                       | 31 août 2018               | 4 saisons, 40 épisodes             | 27-30 min      | Série terminée     |
| Super Drags                             | Comédie LGBT de super-héros   | 9 novembre 2018            | 1 saison, 5 épisodes               | 23-26 min      | Série terminée     |
| Sortis en 2019                          |                               |                            |                                    |                |                    |
| Love, Death & Robots                    | Anthologie                    | 15 mars 2019               | 4 saisons, 45 épisodes             | 6-17 min       | En cours           |
| Trailer Park Boys : The Animated Series | Documentaire parodique        | 31 mars 2019               | 1 saison, 10 épisodes              | 24-25 min      | Série terminée     |
| Tuca & Bertie (VFB)                     | Comédie                       | 3 mai 2019                 | 1 saison, 10 épisodes              | 25-26 min      | Série terminée     |
| Seis Manos                              | Action                        | 3 octobre 2019             | 1 saison, 8 épisodes               | 25-28 min      | Aucune information |
| Sortis en 2021                          |                               |                            |                                    |                |                    |
| À découper suivant les pointillés       | Comédie                       | 7 novembre 2021            | 1 saison, 6 épisodes               | 16–22 min      | Série terminée     |
| Sortis en 2023                          |                               |                            |                                    |                |                    |
| Ce monde ne m'aura pas                  | Comédie                       | 9 juin 2023                | 1 saison, 6 épisodes               | 25–34 min      | Série terminée     |

### Anime
| Titre                                                 | Genre                            | Date de diffusion initiale | Saisons                | Durée          | Statut              |
| Sortis en 2017                                        | Sortis en 2017                   | Sortis en 2017             | Sortis en 2017         | Sortis en 2017 | Sortis en 2017      |
| ----------------------------------------------------- | -------------------------------- | -------------------------- | ---------------------- | -------------- | ------------------- |
| Neo Yokio (VFB)                                       | Comédie science-fantaisie        | 22 septembre 2017          | 2 saisons, 7 épisodes  | 20-65 min      | Série terminée      |
| Sortis en 2018                                        |                                  |                            |                        |                |                     |
| Devilman Crybaby (VFB)                                | Horreur fantaisie                | 5 janvier 2018             | 10 épisodes            | 24-28 min      | Mini-série terminée |
| B: The Beginning (VFB)                                | Suspense                         | 2 mars 2018                | 1 saison, 12 épisodes  | 25-27 min      | Renouvelée          |
| A.I.C.O. -Incarnation-                                | Science fiction                  | 9 mars 2018                | 1 saison, 12 épisodes  | 25-29 min      | Série terminée      |
| SWORDGAI The Animation                                | Fantaisie                        | 23 mars 2018               | 2 saisons, 24 épisodes | 22-23 min      | Série terminée      |
| Lost Song                                             | Fantaisie musicale               | 31 mars 2018               | 1 saison, 12 épisodes  | 23-24 min      | Série terminée      |
| Aggretsuko (VFB)                                      | Comédie                          | 20 avril 2018              | 1 saison, 10 épisodes  | 15-18 min      | Renouvelée          |
| Baki                                                  | Arts martiaux                    | 25 juin 2018               | 2 saisons, 26 épisodes | 23-24 min      | En cours            |
| Hero Mask                                             | Drame policier                   | 3 décembre 2018            | 1 saison, 15 épisodes  | 25 min         | Série terminée      |
| Sortis en 2019                                        |                                  |                            |                        |                |                     |
| Ultraman                                              | Science-fiction                  | 1er avril 2019             | 1 saison, 13 épisodes  | 23-25 min      | En cours            |
| Rilakkuma et Kaoru                                    | Tranche de vie                   | 19 avril 2019              | 1 saison, 13 épisodes  | 11-14 min      | En cours            |
| 7SEEDS                                                | Science-fiction                  | 28 juin 2019               | 1 saison, 12 épisodes  | 24-26 min      | Renouvelée          |
| Saint Seiya : Les Chevaliers du Zodiaque              | Action                           | 19 juillet 2019            | 2 parties, 12 épisodes | 23 min         | En cours            |
| Kengan Ashura                                         | Action                           | 31 juillet 2019            | 1 saison, 12 épisodes  | 24-27 min      | En cours            |
| Cannon Busters (VFB)                                  | Fantaisie                        | 15 août 2019               | 1 saison, 12 épisodes  | 24-27 min      | En cours            |
| Levius                                                | Science-fiction / action         | 28 novembre 2019           | 1 saison, 12 épisodes  | 24-27 min      | En cours            |
| Saiki Kusuo no Psi-nan (VO - V.En)                    | Comédie Surnaturelle             | 30 décembre 2019           | 1 saison, 6 épisodes   | 23 min         | En cours            |
| Sortis en 2020                                        |                                  |                            |                        |                |                     |
| Dorohedoro                                            | Fantasy, action                  | 12 janvier 2020            | 1 saison, 12 épisodes  | 24 min         | Renouvelée          |
| Cagaster of an Insect Cage                            | Science-fiction                  | 6 février 2020             | 1 saison, 12 épisodes  | 25-33 min      | En cours            |
| Japan Sinks 2020                                      | Science-fiction                  | 9 juillet 2020             | 1 saison, 10 épisodes  | 25-31 min      | Série terminée      |
| Sortis en 2021                                        |                                  |                            |                        |                |                     |
| Sky High Survival                                     | Action, horreur, fantastique     | 25 février 2021            | 1 saison, 12 épisodes  | 25 min         | Terminé             |
| Yasuke                                                | Action, science-fiction, fantasy | 29 avril 2021              | 1 saison, 6 épisodes   | 27-30 min      | Aucune information  |
| La Voie du tablier                                    | Action, comédie                  | 8 avril 2021               | 2 saisons, 15 épisodes | 16-19 min      | En cours            |
| Valkyrie Apocalypse                                   | Fantaisie                        | juin 2021                  | 1 saison, 12 épisodes  | 23 min         | Renouvelée          |
| Sortis en 2022                                        |                                  |                            |                        |                |                     |
| Notre jeunesse en orbite (en)                         | Fantasy                          | 28 Janvier 2022            | 1 saison, 6 épisodes   | 30 à 38 min    | Terminé             |
| Vampire in the Garden                                 | Fantasy                          | 16 mai 2022                | 1 saison, 5 épisodes   | 24 à 30 min    | Terminé             |
| SPRIGGAN (en)                                         | Science-fiction                  | 18 juin 2022               | 1 saison, 6 épisodes   | 45 min         | Terminé             |
| Coma héroïque dans un autre monde                     | Fantasy                          | 6 juillet 2022             | 1 saison, 13 épisodes  | 25 min         | Terminé             |
| Cyberpunk: Edgerunners                                | Science-fiction                  | 13 septembre 2022          | 1 saison, 10 épisodes  | 23 min         | Terminé             |
| Romantic Killer                                       | Fantastique, romance             | 27 octobre 2022            | 1 saison, 12 épisodes  | 23 min         | Terminé             |
| Lookism (en)                                          | Fantasy, tranche de vie          | 8 décembre 2022            | 1 saison, 8 épisodes   | 21 à 30 min    | Terminé             |
| Sortis en 2023                                        |                                  |                            |                        |                |                     |
| Le Pavillon des hommes                                | Fantastique, historique          | 29 juin 2023               | 1 saison, 10 épisodes  | 25 à 79 min    | Terminé             |
| My Happy Marriage                                     | Historique, fantasy              | 5 juillet 2023             | 1 saison, 12 épisodes  | 24 min         | Renouvelée          |
| Gamera : Régénération (en)                            | Fantasy                          | 8 septembre 2023           | 1 saison, 6 épisodes   | 43 à 47 min    | Terminé             |
| Castlevania : Nocturne                                | Fantasy                          | 28 septembre 2023          | 1 saison, 8 épisodes   | 25 à 32 min    | Renouvelée          |
| The Seven Deadly Sins: Four Knights of the Apocalypse | Fantasy                          | 8 octobre 2023             | 1 saison, 11 épisodes  | 24 min         | En cours            |
| Good Night World (en)                                 | Science-fiction, aventure        | 12 octobre 2023            | 1 saison, 12 épisodes  | 25 min         | Terminé             |
| Pluto                                                 | Science-fiction                  | 26 octobre 2023            | 1 saison, 8 épisodes   | 55 à 71 min    | Terminé             |
| Onimusha                                              | Action, fantastique              | 2 novembre 2023            | 1 saison, 8 épisodes   | 22 à 36 min    | Terminé             |
| Akuma-kun (en)                                        | Surnaturel                       | 9 novembre 2023            | 1 saison, 12 épisodes  | 21 à 28 min    | Terminé             |
| Onmyōji : Celui qui parle aux démons                  | Historique, fantastique          | 28 novembre 2023           | 1 saison, 13 épisodes  | 25 à 27 min    | Terminé             |
| Sortis en 2024                                        |                                  |                            |                        |                |                     |
| Gloutons & Dragons                                    | Fantasy                          | 4 janvier 2024             | 1 saison, 7 épisodes   | 26 min         | Terminée            |
| The Grimm Variations                                  | Fantasy, mystère, drame          | 17 avril 2024              | 1 saison, 6 épisodes   | 32 à 46 min    | Terminée            |
| T•P Bon (en)                                          | Action, aventure                 | 2 mai 2024                 | 1 saison, 12 épisodes  | 26 à 31 min    | Terminée            |
| Rising Impact                                         | Sport                            | 22 juin 2024               | 2 saisons, 26 épisodes | 26 min         | Terminée            |

### Jeunesse

#### Animation
| Titre                                                             | Date de diffusion initiale | Saisons                | Durée           | Statut                                      |
| Sorties en 2013                                                   | Sorties en 2013            | Sorties en 2013        | Sorties en 2013 | Sorties en 2013                             |
| ----------------------------------------------------------------- | -------------------------- | ---------------------- | --------------- | ------------------------------------------- |
| Ever After High (VFB)                                             | 30 mai 2013                | 5 saisons, 17 épisodes | 23-47 min       | Série terminée                              |
| Turbo FAST                                                        | 24 décembre 2013           | 3 saisons, 52 épisodes | 23 min          | Série terminée                              |
| Sorties en 2014                                                   |                            |                        |                 |                                             |
| Les Végétaloufs dans la place                                     | 26 novembre 2014           | 4 saisons, 52 épisodes | 23 min          | Série terminée                              |
| Roi Julian ! L'Élu des lémurs                                     | 19 décembre 2014           | 5 saisons, 65 épisodes | 23 min          | Série terminée                              |
| Sorties en 2015                                                   |                            |                        |                 |                                             |
| Les aventures du Chat Potté                                       | 16 janvier 2015            | 6 saisons, 78 épisodes | 22-24 min       | Série terminée                              |
| Dragons : Par delà les rives                                      | 26 juin 2015               | 6 saisons, 78 épisodes | 22-23 min       | Série terminée                              |
| Dinotrux                                                          | 14 avril 2015              | 5 saisons, 52 épisodes | 23 min          | Série terminée                              |
| Le Show de M. Peabody et Sherman                                  | 9 octobre 2015             | 4 saisons, 52 épisodes | 23 min          | Série terminée                              |
| Popples (VFB)                                                     | 30 octobre 2015            | 3 saisons, 26 épisodes | 24 min          | Série terminée                              |
| Les Bisounours et les Cousinours (VFB)                            | 6 novembre 2015            | 2 saisons, 12 épisodes | 22 min          | Série terminée                              |
| Les Croods : Origines                                             | 24 décembre 2015           | 4 saisons, 52 épisodes | 23 min          | Série terminée                              |
| Sorties en 2016                                                   |                            |                        |                 |                                             |
| LEGO Bionicle : Le Voyage vers l'Unique (VFB)                     | 4 mars 2016                | 2 saisons, 5 épisodes  | 22 min          | Série terminée                              |
| LEGO Friends : Le pouvoir de l'amitié (VFB)                       | 4 mars 2016                | 2 saisons, 4 épisodes  | 22 min          | Série terminée                              |
| Kong : Le roi des singes (VFB)                                    | 15 avril 2016              | 2 saisons, 23 épisodes | 22-85 min       | Série terminée                              |
| Voltron : Le Défenseur légendaire                                 | 10 juin 2016               | 8 saisons, 73 épisodes | 23-68 min       | Série terminée                              |
| C'est Justin rêve                                                 | 24 juin 2016               | 1 saison, 13 épisodes  | 22 min          | Série terminée                              |
| La fête des mots (VFB)                                            | 8 juillet 2016             | 3 saisons, 40 épisodes | 13 min          | Renouvelée                                  |
| En route : Les aventures de Tif et Oh                             | 29 juillet 2016            | 4 saisons, 52 épisodes | 22-24 min       | Série terminée                              |
| La boîte à réponses des StoryBots                                 | 12 août 2016               | 2 saisons, 14 épisodes | 20-28 min       | En cours                                    |
| Kulipari : L'armée des grenouilles (VFB)                          | 2 septembre 2016           | 1 saison, 13 épisodes  | 22-23 min       | Série terminée                              |
| Skylanders Academy                                                | 28 octobre 2016            | 3 saisons, 38 épisodes | 24-44 min       | Série terminée                              |
| Le monde des Winx (VFB)                                           | 4 novembre 2016            | 2 saisons, 26 épisodes | 24 min          | Série terminée                              |
| Luna Petunia                                                      | 9 décembre 2016            | 3 saisons, 22 épisodes | 23-24 min       | Série terminée                              |
| Chasseurs de trolls : Les Contes d'Arcadia                        | 23 décembre 2016           | 3 parties, 52 épisodes | 23 min          | Série terminée                              |
| Sorties en 2017                                                   |                            |                        |                 |                                             |
| Tarzan et Jane (VFB)                                              | 6 janvier 2017             | 2 saisons, 13 épisodes | 22 min          | En cours                                    |
| Les Lalaoopsy (VFB)                                               | 10 janvier 2017            | 1 saison, 13 épisodes  | 22 min          | Série terminée                              |
| Les Végétaloufs dans la ville                                     | 24 février 2017            | 2 saisons, 26 épisodes | 23 min          | Série terminée                              |
| La quête des légendes (VFB)                                       | 24 février 2017            | 1 saison, 13 épisodes  | 22 min          | Renouvelée                                  |
| Buddy Thunderstruck (VFB)                                         | 10 mars 2017               | 1 saison, 12 épisodes  | 13-24 min       | Achevée                                     |
| Spirit : Au galop en toute liberté                                | 5 mai 2017                 | 8 saisons, 52 épisodes | 23 min          | En cours                                    |
| Roi Julian ! L'Élu des lémurs en exil                             | 12 mai 2017                | 1 saison, 13 épisodes  | 23 min          | Série terminée                              |
| Talia et le royaume Arc-en-ciel                                   | 11 août 2017               | 3 saisons, 19 épisodes | 23 min          | Aucune info                                 |
| LEGO Elves : Secrets d'Elvendale (VFB)                            | 1er septembre 2017         | 1 saison, 8 épisodes   | 24-25 min       | Série terminée                              |
| Les Nouvelles Aventures du bus magique (VFB)                      | 29 septembre 2017          | 2 saisons, 26 épisodes | 25 min          | Renouvelée                                  |
| Super mini monstres                                               | 13 octobre 2017            | 3 saisons, 22 épisodes | 22-23 min       | En cours                                    |
| Dinotrux Superboostés                                             | 10 novembre 2017           | 3 saisons, 26 épisodes | 24 min          | Renouvelée                                  |
| Stretch Armstrong et les Flex Fighters                            | 17 novembre 2017           | 2 saisons, 23 épisodes | 23 min          | En cours                                    |
| Sorties en 2018                                                   |                            |                        |                 |                                             |
| Trolls : En avant la musique !                                    | 19 janvier 2018            | 8 saisons, 52 épisodes | 24-25 min       | Renouvelée                                  |
| Petit lama                                                        | 26 janvier 2018            | 2 saison, 25 épisodes  | 24 min          | Aucune information                          |
| Luna Petunia : Retour à Fabulia                                   | 2 février 2018             | 2 saisons, 11 épisodes | 24 min          | En cours                                    |
| Baby Boss : Les Affaires reprennent                               | 6 avril 2018               | 2 saisons, 26 épisodes | 24 min          | En cours                                    |
| Spy Kids : Mission critique                                       | 20 avril 2018              | 2 saisons, 20 épisodes | 23-25 min       | En cours                                    |
| Les têtes vides (VFB)                                             | 8 juin 2018                | 1 saison, 10 épisodes  | 24 min          | Renouvelée                                  |
| Talia : Amis magiques                                             | 15 juin 2018               | 1 saison, 5 épisodes   | 24 min          | Série terminée                              |
| Talia : Vœux merveilleux                                          | 15 juin 2018               | 1 saison, 5 épisodes   | 24 min          | Série terminée                              |
| Les Enfants de Harvey Street                                      | 29 juin 2018               | 4 saisons, 52 épisodes | 24 min          | Série terminée                              |
| Les Aventures extraordinaires de Capitaine Superslip              | 13 juillet 2018            | 3 saisons, 39 épisodes | 24 min          | En cours                                    |
| Cupcake et Dino : Services en tout genre                          | 27 juillet 2018            | 1 saison, 13 épisodes  | 22-23 min       | Renouvelée                                  |
| Le Prince des dragons                                             | 14 septembre 2018          | 2 saisons, 18 épisodes | 25-27 min       | Renouvelée                                  |
| Hilda                                                             | 21 septembre 2018          | 3 saisons, 34 épisodes | 24 min          | Série terminée                              |
| Larva Island                                                      | 19 octobre 2018            | 2 saisons, 26 épisodes | 8 min           | En cours                                    |
| She-Ra et les princesses du pouvoir                               | 13 novembre 2018           | 5 saisons, 52 épisodes | 24 min          | Série terminée                              |
| Kulipari : Le marcheur de rêves (VFB)                             | 20 novembre 2018           | 1 saison, 10 épisodes  | 23 min          | Série terminée                              |
| La Magie de Motown                                                | 20 novembre 2018           | 1 saison, 25 épisodes  | 15-26 min       | En cours                                    |
| Le Trio venu d'ailleurs : Les Contes d'Arcadia                    | 21 décembre 2018           | 1 partie, 13 épisodes  | 23-24 min       | En cours                                    |
| Sorties en 2019                                                   |                            |                        |                 |                                             |
| Pinky Malinky (VFB)                                               | 1er janvier 2019           | 3 parties, 59 épisodes | 12 min          | Renouvelée                                  |
| Carmen Sandiego                                                   | 18 janvier 2019            | 4 saisons, 32 épisodes | 23-33 min       | Série terminée                              |
| YooHoo à la rescousse (VFB)                                       | 15 mars 2019               | 3 saisons, 52 épisodes | 13-14 min       | En cours                                    |
| Charlie au pays des autocollants                                  | 22 mars 2019               | 1 saison, 13 épisodes  | 25 min          | En cours                                    |
| Bheem Bam Boum                                                    | 12 avril 2019              | 1 saison, 21 épisodes  | 6-7 min         | En cours                                    |
| Les petits animaux des Super mini monstres                        | 7 juin 2019                | 1 saison, 5 épisodes   | 9-12 min        | En cours                                    |
| Le monde magique de Reggie                                        | 29 juillet 2019            | 1 saison, 25 épisodes  | 14-24 min       | En cours                                    |
| Spirit : Au galop en toute liberté : Les mini-histoires de Spirit | 9 août 2019                | 1 saison, 6 épisodes   | 4-6 min         | En cours                                    |
| Les pérégrinations d'Archibald                                    | 6 septembre 2019           | 1 saison, 13 épisodes  | 24 min          | En cours                                    |
| The Last Kids on Earth                                            | 17 septembre 2019          | 1 saison, 1 épisode    | 68 min          | Renouvelée                                  |
| Dragons: Les gardiens du ciel                                     | 27 septembre 2019          | 1 saison, 14 épisodes  | 24 min          | Saison 2 diffusé à partir du 7 février 2020 |
| La quête des légendes : Les maitres des mythes (VFB)              | 5 octobre 2019             | 1 saison, 13 épisodes  | 24 min          | En cours                                    |
| Mighty Little Bheem: Diwali                                       | 18 octobre 2019            | 1 saison, 3 épisodes   | 6-7 min         | En cours                                    |
| Hello Ninja                                                       | 1er novembre 2019          | 1 saison, 10 épisodes  | 11-12 min       | En cours                                    |
| Les Œufs verts au jambon                                          | 8 novembre 2019            | 2 saisons, 23 épisodes | 28 min          | Renouvelée                                  |
| Dino Girl Gauko                                                   | 22 novembre 2019           | 1 saison, 20 épisodes  | 9 min           | En cours                                    |
| Fast and Furious : Les Espions dans la course                     | 26 décembre 2019           | 6 saisons, 52 épisodes | 23-24 min       | Série terminée                              |
| Sorties en 2020                                                   |                            |                        |                 |                                             |
| Go! Go! Cory Carson                                               | 4 janvier 2020             | 1 saison, 7 épisodes   | 7-8 min         | En cours                                    |
| Kipo and the Age of Wonderbeasts                                  | 14 janvier 2020            | 1 saison, 10 épisodes  | 24 min          | En cours                                    |
| Glitch Techs                                                      | 21 février 2020            | 1 saison, 9 épisodes   | 23 min          | En cours                                    |
| Sorties en 2021                                                   |                            |                        |                 |                                             |
| Oggy Oggy                                                         | 24 août 2021               | 1 saison, 16 épisodes  | 22 min          | En cours                                    |

#### Mini-séries musicales
| Titre                           | Date de diffusion initiale | Saisons                  | Durée           | Statut          |
| Sorties en 2018                 | Sorties en 2018            | Sorties en 2018          | Sorties en 2018 | Sorties en 2018 |
| ------------------------------- | -------------------------- | ------------------------ | --------------- | --------------- |
| Talia et le Royaume Arc-en-ciel | 18 mai 2018                | 1 saison, 11 épisodes    | 2 min           | Série terminée  |
| Super mini monstres Party       | 14 septembre 2018          | 1 saison, 4 épisodes     | 2 min           | Série terminée  |
| Sorties en 2019                 |                            |                          |                 |                 |
| True Tunes                      | 12 juillet 2019            | 1 collection, 8 épisodes | 3 min           | En cours        |

#### Live action
| Titre                                | Genre                      | Date de diffusion initiale | Saisons                             | Durée           | Statut             |
| Sorties en 2015                      | Sorties en 2015            | Sorties en 2015            | Sorties en 2015                     | Sorties en 2015 | Sorties en 2015    |
| ------------------------------------ | -------------------------- | -------------------------- | ----------------------------------- | --------------- | ------------------ |
| Richie Rich (VFB)                    | Sitcom                     | 20 février 2015            | 2 saisons, 21 épisodes              | 21-23 min       | Série terminée     |
| Project Mc² (VFB)                    | Comédie                    | 7 août 2015                | 6 parties, 26 épisodes              | 22-34 min       | Série terminée     |
| Sorties en 2017                      |                            |                            |                                     |                 |                    |
| En coulisse avec Julie               | Série éducative            | 17 mars 2017               | 1 saison, 13 épisodes               | 27-34 min       | Série terminée     |
| Zoe et Raven (VFB)                   | Teen drama                 | 22 juin 2017               | 3 saisons, 30 épisodes              | 25-34 min       | Série terminée     |
| Greenhouse Academy                   | Science fiction/Teen drama | 8 septembre 2017           | 4 saisons, 40 épisodes              | 21-28 min       | Série terminée     |
| Sorties en 2018                      |                            |                            |                                     |                 |                    |
| Alexa et Katie (VFB)                 | Sitcom                     | 23 mars 2018               | 4 parties, 39 épisodes              | 22-30 min       | Série terminée     |
| La série des Qui était ... ?         | Série éducative            | 11 mai 2018                | 1 saison, 13 épisodes               | 23-27 min       | En cours           |
| Le Club de la deuxième chance        | Drame                      | 10 août 2018               | 2 saisons, 10 épisodes              | 23 min          | En cours           |
| Best.Worst.Weekend.Ever              | Comédie                    | 19 octobre 2018            | 8 épisodes                          | 22-28 min       | Mini-série         |
| Brainchild                           | Série éducative            | 2 novembre 2018            | 1 saison, 13 épisodes               | 22-25 min       | En cours           |
| Le Prince de Peoria                  | Sitcom                     | 16 novembre 2018           | 1 saison, 8 épisodes                | 24-28 min       | Renouvelée         |
| Sorties en 2019                      |                            |                            |                                     |                 |                    |
| Le Secret de Nick                    | Sitcom                     | 15 avril 2019              | 2 parties, 20 épisodes              | 25-33 min       | Série terminée     |
| Malibu Rescue : La série             | Comédie                    | 3 juin 2019                | 1 saison, 8 épisodes                | 22-26 min       | Renouvelée         |
| Team Kaylie                          | Sitcom                     | 23 septembre 2019          | 3 parties, 20 épisodes              | 24-30 min       | Aucune information |
| Sorties en 2020                      |                            |                            |                                     |                 |                    |
| Un ami aux petits soins              | Comédie Familiale          | 13 janvier 2020            | 1 saison, 8 épisodes                | 23-28 min       | Aucune information |
| Ashley Garcia : géniale et amoureuse | Comédie                    | 17 février 2020            | 2 saisons et 1 spécial, 14 épisodes | 25-34 min       | Série terminée     |

### Documentaires
- 2017 : Ladies First, documentaire sur la vie de l'archère indienne, Deepika Kumari ;
- 2020 : The Social Dilemma, documentaire sur l'influence et les effets néfastes des réseaux sociaux[8] ;
- 2023 : Le Sang des Murdaugh : Scandale en Caroline du Sud, documentaire en 2 saisons qui traite entre autres du procès d'Alex Murdaugh[9].

### Documentaires sportifs
| Titre | Date de diffusion initiale | Saisons                | Durée           | Statut          |
| Sorties en 2016                                                                                              | Sorties en 2016            | Sorties en 2016        | Sorties en 2016 | Sorties en 2016 |
| --- | -------------------------- | ---------------------- | --------------- | --------------- |
| Last Chance U (Football américain)                                                                           | 29 juillet 2016            | 5 saisons, 38 épisodes | 52 à 76 minutes | Terminée        |
| Sorties en 2019                                                                                              |                            |                        |                 |                 |
| Formula 1 : Pilotes de leur destin (Formula 1: Drive to Survive en anglais)                                  | 8 mars 2019                | 7 saisons, 70 épisodes | 27 à 51 minutes | En cours        |
| Sorties en 2020                                                                                              |                            |                        |                 |                 |
| Du sport au meurtre : Dans la tête d'Aaron Hernandez (Killer Inside: The Mind of Aaron Hernandez en anglais) | 15 janvier 2020            | 1 saison, 3 épisodes   | 66 à 68 minutes | Terminée        |
| Sorties en 2021                                                                                              |                            |                        |                 |                 |
| Last Chance U (Basket-ball)                                                                                  | 10 mars 2021               | 2 saisons, 16 épisodes | 50 à 68 minutes | Terminée        |
| Bad Sport | 6 août 2021                | 1 saison, 5 épisodes   | 55 à 86 minutes | Terminée        |
| L'Envers du sport (Untold en anglais)                                                                        | 10 août 2021               | 5 saisons, 19 épisodes | 45 à 86 minutes | En cours        |
| Sorties en 2023                                                                                              |                            |                        |                 |                 |
| Tour de France : Au cœur du peloton (Tour de France: Unchained en anglais)                                   | 8 juin 2023                | 2 saisons, 16 épisodes | 45 minutes      | En cours        |
| Quarterback                                                                                                  | 12 juillet 2023            | 1 saison, 18 épisodes  | 43 à 56 minutes | En cours        |
| Sorties en 2024                                                                                              |                            |                        |                 |                 |
| Six Nations : Au contact (Six Nations: Full Contact en anglais)                                              | 24 janvier 2024            | 1 saison, 8 épisodes   | 33 à 47 minutes | Terminée        |
| NASCAR: Full Speed                                                                                           | 30 janvier 2024            | 1 saison, 5 épisodes   | 45 à 50 minutes | En cours        |
| Receiver | 10 juillet 2024            | 1 saison, 9 épisodes   | 52 à 62 minutes | En cours        |
| Cinq majeur (Starting 5 en anglais)                                                                          | 9 octobre 2024             | 1 saison, 10 épisodes  | 39 à 62 minutes | En cours        |

### Variétés et Talk shows
| Titre                                                    | Genre                         | Date de diffusion initiale | Saisons                 | Durée           | Statut          |
| Sorties en 2016                                          | Sorties en 2016               | Sorties en 2016            | Sorties en 2016         | Sorties en 2016 | Sorties en 2016 |
| -------------------------------------------------------- | ----------------------------- | -------------------------- | ----------------------- | --------------- | --------------- |
| Chelsea                                                  | Late-night                    | 11 mai 2016                | 2 saisons, 120 épisodes | 27–64 min       | Série terminée  |
| Sorties en 2017                                          |                               |                            |                         |                 |                 |
| Bill Nye Saves the World                                 | Science                       | 21 avril 2017              | 3 saisons, 25 épisodes  | 26–41 min       | Série terminée  |
| Beyond Stranger Things                                   | Aftershow                     | 27 octobre 2017            | 1 saison, 7 épisodes    | 15–25 min       | Série terminée  |
| Sorties en 2018                                          |                               |                            |                         |                 |                 |
| My Next Guest Needs No Introduction with David Letterman | Interview                     | 12 janvier 2018            | 2 saisons, 13 épisodes  | 41–58 min       | En cours        |
| The Joel McHale Show with Joel McHale                    | Comedie                       | 18 février 2018            | 2 parties, 19 épisodes  | 22–28 min       | Série terminée  |
| A Little Help with Carol Burnett                         | Émission de variétés          | 4 mai 2018                 | 1 saison, 12 épisodes   | 21–29 min       | Série terminée  |
| Busted!                                                  | Émission de variétés coréenne | 4 mai 2018                 | 2 saisons, 20 épisodes  | 63–98 min       | En cours        |
| The Break with Michelle Wolf                             | Late-night                    | 27 mai 2018                | 1 saison, 10 épisodes   | 27 min          | Série terminée  |
| Norm Macdonald Has a Show                                | Talk show                     | 14 septembre 2018          | 1 saison, 10 épisodes   | 26–35 min       | Série terminée  |
| Patriot Act with Hasan Minhaj                            | Talk show                     | 28 octobre 2018            | 5 volumes, 32 épisodes  | 23–30 min       | Renouvelée      |
| The Fix                                                  | Panel show                    | 14 décembre 2018           | 1 saison, 10 épisodes   | 23–31 min       | Série terminée  |
| Sorties en 2020                                          |                               |                            |                         |                 |                 |
| Les Marque-pages                                         | Éducatif                      | 1er septembre 2020         | 1 saison, 12 épisodes   | 3–11 min        | En cours        |

### Télé-réalités
| Titre                   | Genre        | Date de diffusion initiale | Saisons               | Durée | Statut   |
| ----------------------- | ------------ | -------------------------- | --------------------- | ----- | -------- |
| 20 ans et plus : Austin | Télé-réalité | 10 décembre 2021           | 1 saison, 12 épisodes |       | En cours |

### Programmes originaux en langue étrangères
Ces séries ont été commandées par Netflix et sont partiellement ou entièrement tournées dans une langue autre que l'anglais. Certains de ces programmes bénéficient du doublage en anglais.

#### En espagnol
| Club de Cuervos                                      | Comédie dramatique        | 7 août 2015       | 4 saisons, 45 épisodes | 36-94 min | Série terminée |
| Sorties en 2016                                      |                           |                   |                        |           |                |
| Stockholm                                            | Drame policier            | 11 novembre 2016  | 1 saison, 13 épisodes  | 37-49 min | Série terminée |
| Sorties en 2017                                      |                           |                   |                        |           |                |
| Ingobernable                                         | Drame politique           | 24 mars 2017      | 2 saisons, 27 épisodes | 32-50 min | Série terminée |
| Les Demoiselles du téléphone                         | Drame historique          | 28 avril 2017     | 6 saisons, 47 épisodes | 41-63 min | Série terminée |
| La casa de papel                                     | Drame, thriller, braquage | 20 décembre 2017  | 5 parties, 48 épisodes | 41-57 min | Série terminée |
| Sorties en 2018                                      |                           |                   |                        |           |                |
| Edha                                                 | Drame                     | 16 mars 2018      | 1 saison, 10 épisodes  | 38-43 min | Série terminée |
| Club de Cuervos présente : La ballade d'Hugo Sanchez | Comédie                   | 17 juin 2018      | 1 saison, 6 épisodes   | 29-37 min | Série terminée |
| La casa de las flores                                | Comédie                   | 10 août 2018      | 3 saisons, 33 épisodes | 27-39 min | Série terminée |
| Élite                                                | Drame policier            | 5 octobre 2018    | 8 saisons, 64 épisodes | 47-56 min | Série terminée |
| Wild District                                        | Drame policier            | 19 octobre 2018   | 2 saisons, 20 épisodes | 40-48 min | Série terminée |
| Diablero                                             | Thriller fantastique      | 21 décembre 2018  | 2 saisons, 14 épisodes | 36-44 min | Série terminée |
| Sorties en 2019                                      |                           |                   |                        |           |                |
| L'éternelle sorcière                                 | Drame surnaturel          | 1er février 2019  | 2 saisons, 18 épisodes | 39-43 min | Série terminée |
| Poursuis tes rêves                                   | Série musicale            | 22 février 2019   | 2 saisons, 30 épisodes | 36-42 min | Série terminée |
| Histoire d'un crime : Colosio                        | Anthologie criminelle     | 22 mars 2019      | 8 épisodes             | 32-48 min | Mini-série     |
| Histoire d'un crime : Colmenares                     | Anthologie criminelle     | 3 mai 2019        | 8 épisodes             | 38-48 min | Mini-série     |
| Alta Mar                                             | Drame historique          | 24 mai 2019       | 3 saisons, 22 épisodes | 39-42 min | Série terminée |
| Yankee                                               | Drame                     | 14 juin 2019      | 1 saison, 25 épisodes  | 36-44 min | Série terminée |
| La Frontière verte                                   | Thriller                  | 16 août 2019      | 8 épisodes             | 30-48 min | Mini-série     |
| Monarca                                              | Drame                     | 13 septembre 2019 | 2 saisons, 18 épisodes | 50 min    | Série terminée |
| Criminal: Espagne                                    | Anthologie policière      | 20 septembre 2019 | 3 épisodes             | 45 min    | Mini-série     |
| H                                                    | Thriller                  | 1er novembre 2019 | 2 saisons, 14 épisodes | 40-52 min | Série terminée |
| The Club                                             | Comédie                   | 15 novembre 2019  | 1 saison, 25 épisodes  | 26-37 min | Série terminée |
| Trois Noëls                                          | Drame                     | 6 décembre 2019   | 3 épisodes             | 54-67 min | Mini-Série     |
| Le Voisin                                            | Comédie de super-héros    | 31 décembre 2019  | 2 saisons, 18 épisodes | 25-33 min | Série terminée |
| Sorties en 2020                                      |                           |                   |                        |           |                |
| Porte 7                                              | Drame policier            | 7 février 2020    | 1 saison, 8 épisodes   | 35-45 min | Série terminée |
| Les Envolées                                         | Comédie dramatique        | 28 février 2020   | 1 saison, 10 épisodes  | 35-44 min | Série terminée |
| Heureux… ou presque                                  | Comédie                   | 1er mai 2020      | 2 saisons, 18 épisodes | 21-28 min | Série terminée |
| Valeria                                              | Comédie dramatique        | 8 mai 2020        | 4 saisons, 30 épisodes | 37-46 min | Série terminée |
| La grande illusion de Juanquini                      | Comédie                   | 15 mai 2020       | 2 saisons, 15 épisodes | 24-37 min | Série terminée |
| Control Z                                            | Teen / Drame              | 22 mai 2020       | 3 saisons, 24 épisodes | 34-41 min | Série terminée |
| Sorties en 2022                                      |                           |                   |                        |           |                |
| Smiley                                               | Comédie dramatique        | 7 décembre 2022   | 1 saison, 8 épisodes   | 30 min    | Série terminée |
| Sorties en 2023                                      |                           |                   |                        |           |                |
| La Petite Fille sous la neige                        | Thriller / Drame          | 27 janvier 2023   | 2 saisons, 6 épisodes  | 42-49 min | En cours       |
| Sorties en 2024                                      |                           |                   |                        |           |                |
| L'Affaire Asunta                                     | Thriller / Drame          | 2 mai 2024        | 1 saison, 6 épisodes   | 47-68 min | Série terminée |

#### En portugais
| Titre                       | Genre                | Date de diffusion initiale | Saisons                | Durée           | Statut          |
| Sorties en 2016             | Sorties en 2016      | Sorties en 2016            | Sorties en 2016        | Sorties en 2016 | Sorties en 2016 |
| --------------------------- | -------------------- | -------------------------- | ---------------------- | --------------- | --------------- |
| 3%                          | Science-fiction      | 25 novembre 2016           | 4 saisons, 33 épisodes | 38-49 min       | Série terminée  |
| Sorties en 2018             |                      |                            |                        |                 |                 |
| O Mecanismo                 | Drame policier       | 23 mars 2018               | 2 saisons, 16 épisodes | 39-52 min       | Série terminée  |
| Samantha!                   | Comédie              | 6 juillet 2018             | 2 saisons, 14 épisodes | 25-37 min       | Série terminée  |
| Sorties en 2019             |                      |                            |                        |                 |                 |
| Coisa Mais Linda            | Drame historique     | 22 mars 2019               | 2 saisons, 13 épisodes | 35-56 min       | Série terminée  |
| Élu entre tous              | Thriller             | 28 juin 2019               | 2 saisons, 12 épisodes | 41-54 min       | Série terminée  |
| Sintonia                    | Drame                | 9 août 2019                | 5 saisons, 32 épisodes | 37-47 min       | En cours        |
| Frères de crime             | Drame policier       | 25 octobre 2019            | 2 saisons, 14 épisodes | 46-58 min       | Série terminée  |
| Personne ne regarde         | Comédie dramatique   | 22 novembre 2019           | 1 saison, 8 épisodes   | 19-30 min       | Série terminée  |
| Sorties en 2020             |                      |                            |                        |                 |                 |
| Omniscient                  | Science-fiction      | 29 janvier 2020            | 1 saison, 6 épisodes   | 38-52 min       | Série terminée  |
| Spectros                    | Thriller             | 20 février 2020            | 1 saison, 7 épisodes   | 36-61 min       | Série terminée  |
| Boca a Boca                 | Thriller / Drama     | 17 juillet 2020            | 1 saison, 6 épisodes   | 32-49 min       | Série terminée  |
| Reality Z                   | Zombie / Comédie     | 10 juin 2020               | 1 saison, 10 épisodes  | 25-30 min       | Série terminée  |
| Bom Dia, Verônica           | Thriller / Drama     | 1er octobre 2020           | 3 saisons, 17 épisodes | 41-49 min       | Série terminée  |
| Sorties en 2021             |                      |                            |                        |                 |                 |
| La Cité invisible           | Fantasy              | 5 février 2021             | 2 saisons, 12 épisodes | 35-40 min       | Série terminée  |
| Glória                      | Thriller / Drama     | 5 novembre 2021            | 1 saison, 10 épisodes  | 35-40 min       | Série terminée  |
| Sorties en 2022             |                      |                            |                        |                 |                 |
| Deux fois 15 ans            | Drame / Teen drama   | 25 février 2022            | 3 saisons, 18 épisodes | 40 min          | Série terminée  |
| Ta mère l'incruste          | Comédie              | 13 avril 2022              | 2 saisons, 20 épisodes | 20-25 min       | En cours        |
| Sorties en 2023             |                      |                            |                        |                 |                 |
| Un œil indiscret            | Thriller / Érotique  | 1 janvier 2023             | 1 saison, 10 épisodes  | 35-40 min       | Mini-série      |
| Tous les jours la même nuit | Drame                | 25 janvier 2023            | 1 saison, 5 épisodes   | 35-40 min       | Mini-série      |
| Pêche interdite             | Thriller / Drama     | 29 mai 2023                | 1 saison, 7 épisodes   | 41-51 min       | En cours        |
| Sorties en 2024             |                      |                            |                        |                 |                 |
| Senna                       | Biographique / Drama | 29 novembre 2024           | 1 saison, 6 épisodes   | 53-71 min       | Mini-série      |

#### En français
| Titre                            | Genre                          | Date de diffusion initiale | Saisons                | Durée           | Statut                      |
| Sorties en 2016                  | Sorties en 2016                | Sorties en 2016            | Sorties en 2016        | Sorties en 2016 | Sorties en 2016             |
| -------------------------------- | ------------------------------ | -------------------------- | ---------------------- | --------------- | --------------------------- |
| Marseille                        | Drame politique                | 5 mai 2016                 | 2 saisons, 16 épisodes | 35-53 min       | Série terminée              |
| Sorties en 2018                  |                                |                            |                        |                 |                             |
| Plan Cœur                        | Comédie romantique             | 7 décembre 2018            | 3 saisons, 20 épisodes | 22-29 min       | Série terminée              |
| Sorties en 2019                  |                                |                            |                        |                 |                             |
| Osmosis                          | Science-fiction                | 29 mars 2019               | 1 saison, 8 épisodes   | 41-45 min       | Série terminée              |
| Huge en France                   | Comédie                        | 12 avril 2019              | 1 saison, 8 épisodes   | 26-30 min       | Aucune information          |
| Family Business                  | Comédie                        | 28 juin 2019               | 3 saisons, 18 épisodes | 28-31 min       | Aucune information          |
| Marianne                         | Horreur                        | 13 septembre 2019          | 1 saison, 8 épisodes   | 50 min          | Série terminée              |
| Criminal: France                 | Anthologie policière           | 20 septembre 2019          | 1 saison, 3 épisodes   | 38-43 min       | Aucune information          |
| Mortel                           | Drame Fantastique              | 21 novembre 2019           | 2 saison, 12 épisodes  | 46-54 min       | En cours                    |
| Sorties en 2020                  |                                |                            |                        |                 |                             |
| Vampires                         | Drame Fantastique              | 20 mars 2020               | 1 saison, 6 épisodes   | 37-44 min       | Aucune information          |
| Into the Night                   | Science-fiction                | 1er mai 2020               | 2 saisons, 12 épisodes | 35-40 min       | Aucune information          |
| La Révolution                    | drame historique et uchronique | 16 octobre 2020            | 1 saison, 8 épisodes   | 50 min          | Série terminée              |
| Sorties en 2021                  |                                |                            |                        |                 |                             |
| Lupin                            | Thriller policier              | 8 janvier 2021             | 3 parties, 17 épisodes | 45 min          | En cours                    |
| Caïd                             | Drame policier Thriller        | 10 mars 2021               | 1 saison, 10 épisodes  | 8-15 min        | Mini-Série                  |
| Sorties en 2024                  |                                |                            |                        |                 |                             |
| Fiasco                           | Comédie                        | 2024                       | 1 saison, 7 épisodes   | 35 min          | En cours                    |
| Prochainement                    |                                |                            |                        |                 |                             |
| SING IT, cours jusqu'à tes rêves | Drame Musical                  | 2022/2023                  | 2 saisons, 60 épisodes | 40-50 min       | Aucune Info / Prochainement |
| TeenPower                        | Série Musicale                 | 2024                       | 4 saisons, 90 épisodes | 45 min          | Aucune Info / Prochainement |

#### En allemand
| Titre                           | Genre                | Date de diffusion initiale | Saisons                | Durée           | Statut                                           |
| Sorties en 2017                 | Sorties en 2017      | Sorties en 2017            | Sorties en 2017        | Sorties en 2017 | Sorties en 2017                                  |
| ------------------------------- | -------------------- | -------------------------- | ---------------------- | --------------- | ------------------------------------------------ |
| Dark                            | Science-fiction      | 1er décembre 2017          | 3 saisons, 26 épisodes | 45-57 min       | Série terminée                                   |
| Sorties en 2018                 |                      |                            |                        |                 |                                                  |
| Dogs of Berlin                  | Drame                | 7 décembre 2018            | 1 saison, 10 épisodes  | 51-62 min       | Série terminée                                   |
| Sorties en 2019                 |                      |                            |                        |                 |                                                  |
| How to Sell Drugs Online (Fast) | Humour noir          | 31 mai 2019                | 3 saisons, 18 épisodes | 24-32 min       | Renouvelée pour une quatrième et dernière saison |
| Criminal: Allemagne             | Anthologie policière | 20 septembre 2019          | 1 saison, 3 épisodes   | 45 min          | Série terminée                                   |
| Skylines                        | Drame                | 27 septembre 2019          | 1 saison, 6 épisodes   | 47-66 min       | Série terminée                                   |
| Nous, la Vague                  | Drame / Mystère      | 1er novembre 2019          | 1 saison, 6 épisodes   | 45-53 min       | Série terminée                                   |
| Les Secrets de Noël             | Drame                | 20 novembre 2019           | 3 épisodes             | 34-42 min       | Mini-série                                       |
| Sorties en 2020                 |                      |                            |                        |                 |                                                  |
| Freud                           | Thriller             | 23 mars 2020               | 1 saison, 8 épisodes   | 45-55 min       | Série terminée                                   |
| Unorthodox                      | Drame                | 26 mars 2020               | 1 saison, 4 épisodes   | 52-55 min       | Série terminée                                   |
| Sorties en 2021                 |                      |                            |                        |                 |                                                  |
| The Billion Dollar code         | Drame                | 7 octobre 2021             | 1 saison, 4 épisodes   | 58-77 min       | Série terminée                                   |
| Sorties en 2022                 |                      |                            |                        |                 |                                                  |
| King of Stonks                  | Comédie / Drame      | 6 juillet 2022             | 1 saison, 6 épisodes   | 45–50 min       | Aucune Info                                      |
| Sorties en 2024                 |                      |                            |                        |                 |                                                  |
| The Signal                      | Science-fiction      | 1 mars 2024                | 4 épisodes             | 60 min          | Mini-série                                       |

#### En italien
| Titre                          | Genre            | Date de diffusion initiale | Saisons                | Durée           | Statut          |
| Sorties en 2017                | Sorties en 2017  | Sorties en 2017            | Sorties en 2017        | Sorties en 2017 | Sorties en 2017 |
| ------------------------------ | ---------------- | -------------------------- | ---------------------- | --------------- | --------------- |
| Suburra                        | Drame policier   | 6 octobre 2017             | 3 saisons, 24 épisodes | 42-62 min       | Série terminée  |
| Sorties en 2018                |                  |                            |                        |                 |                 |
| Baby                           | Drame            | 30 novembre 2018           | 3 saisons, 18 épisodes | 40-51 min       | Série terminée  |
| Sorties en 2020                |                  |                            |                        |                 |                 |
| Luna Nera                      | Drame historique | 31 janvier 2020            | 1 saison, 6 épisodes   | 40-56 min       | Série terminée  |
| Trois mètres au-dessus du ciel | Teen Drama       | 29 avril 2020              | 3 saisons, 24 épisodes | 34-54 min       | Série terminée  |
| Curon                          | Supernaturel     | 10 juin 2020               | 1 saison, 7 épisodes   | 41-51 min       | Série terminée  |
| Sorties en 2024                |                  |                            |                        |                 |                 |
| Supersex                       | Biographique     | 6 mars 2024                | 1 saison, 7 épisodes   | 42-55 min       | Mini-Série      |

#### En danois
| Titre           | Genre                    | Date de diffusion initiale | Saisons                | Durée           | Statut          |
| Sorties en 2018 | Sorties en 2018          | Sorties en 2018            | Sorties en 2018        | Sorties en 2018 | Sorties en 2018 |
| --------------- | ------------------------ | -------------------------- | ---------------------- | --------------- | --------------- |
| The Rain        | Drame post-apocalyptique | 4 mai 2018                 | 3 saisons, 20 épisodes | 36-49 min       | Série terminée  |
| Equinox         | Thriller surnaturel      | 30 décembre 2020           | 1 saisons, 6 épisodes  | 45 min          | Série terminée  |
| Octobre         | Thriller policier        | 29 septembre 2021          | 1 saisons, 6 épisodes  | 52-59 min       | Série terminée  |
| Sorties en 2023 |                          |                            |                        |                 |                 |
| The Nurse       | Médical / Policier       | 27 avril 2023              | 1 saison, 4 épisodes   | 43-54 min       | Mini-série      |

#### En suédois
| Titre                              | Genre             | Date de diffusion initiale | Saisons                | Durée           | Statut          |
| Sorties en 2019                    | Sorties en 2019   | Sorties en 2019            | Sorties en 2019        | Sorties en 2019 | Sorties en 2019 |
| ---------------------------------- | ----------------- | -------------------------- | ---------------------- | --------------- | --------------- |
| Quicksand - Rien de plus grand     | Drame policier    | 5 avril 2019               | 1 saison, 6 épisodes   | 41-49 min       | Mini-série      |
| Sorties en 2020                    |                   |                            |                        |                 |                 |
| Le Jeune Wallander                 | Drame policière   | 3 septembre 2020           | 2 saisons, 12 épisodes | 41-52 min       | Série terminée  |
| Love & Anarchy                     | Comédie Romance   | 4 novembre 2020            | 2 saisons, 16 épisodes | 25-33 min       | Série terminée  |
| Sorties en 2021                    |                   |                            |                        |                 |                 |
| Snabba Cash                        | Drame             | 7 avril 2021               | 2 saisons, 12 épisodes | 43-52 min       | Série terminée  |
| Young Royals                       | Romance, drame    | 1 juillet 2021             | 1 saison, 6 épisodes   | 42-50 min       | Série terminée  |
| L'Improbable Assassin d'Olof Palme | Drame             | 5 novembre 2021            | 1 saison, 5 épisodes   | 43-52 min       | Série terminée  |
| Complètement à cran                | Comédie policière | 29 décembre 2021           | 1 saison, 6 épisodes   | 23-34 min       | Série terminée  |
| Sorties en 2022                    |                   |                            |                        |                 |                 |
| Clark                              | Drame             | 5 mai 2022                 | 1 saison, 6 épisodes   | 54-69 min       | Série terminée  |
| The Playlist                       | Drame             | 13 octobre 2022            | 1 saison, 6 épisodes   | 45-56 min       | Série terminée  |
| Sorties en 2024                    |                   |                            |                        |                 |                 |
| Deliver Me                         | Drame             | 24 avril 2024              | 1 saison, 5 épisodes   | 38-48 min       | Série terminée  |
| Le Casse du ciel                   | Thriller d'action | 20 novembre 2024           | 1 saison, 8 épisodes   | 38-49 min       | Mini-série      |
| Sorties en 2025                    |                   |                            |                        |                 |                 |
| Le Crime à la Racine               | Drame / Thriller  | 7 janvier 2025             | 1 saison, 4 épisodes   | 35-42 min       | Aucune info.    |

#### En norvégien
| Titre              | Genre                | Date de diffusion initiale | Saisons                | Durée           | Statut          |
| Sorties en 2019    | Sorties en 2019      | Sorties en 2019            | Sorties en 2019        | Sorties en 2019 | Sorties en 2019 |
| ------------------ | -------------------- | -------------------------- | ---------------------- | --------------- | --------------- |
| Home for Christmas | Comédie dramatique   | 5 décembre 2019            | 2 saisons, 12 épisodes | 27-32 min       | Série terminée  |
| Sorties en 2020    |                      |                            |                        |                 |                 |
| Ragnarök           | Récit initiatique    | 31 janvier 2020            | 3 saisons, 18 épisodes | 40-54 min       | Série terminée  |
| Bloodride          | Horreur / Anthologie | 13 mars 2020               | 1 saison, 6 épisodes   | 27-32 min       | Série terminée  |

#### En polonais
| Titre           | Genre                 | Date de diffusion initiale | Saisons                | Durée           | Statut          |
| Sorties en 2018 | Sorties en 2018       | Sorties en 2018            | Sorties en 2018        | Sorties en 2018 | Sorties en 2018 |
| --------------- | --------------------- | -------------------------- | ---------------------- | --------------- | --------------- |
| 1983            | Thriller d'espionnage | 30 novembre 2018           | 1 saison, 8 épisodes   | 50-63 min       | Aucune info.    |
| Sorties en 2020 |                       |                            |                        |                 |                 |
| Dans les bois   | Thriller              | 12 juin 2020               | 1 saison, 6 épisodes   | 46-55 min       | Aucune info.    |
| Sorties en 2021 |                       |                            |                        |                 |                 |
| Sexify          | Comédie               | 28 avril 2021              | 2 saisons, 16 épisodes | 37-50 min       |                 |
| Ouvre les yeux  | Thriller              | 25 août 2021               | 1 saison, 6 épisodes   | 42-54 min       | En cours        |
| Sorties en 2023 |                       |                            |                        |                 |                 |
| Les Débuts      | Drame/Romantique      | 25 octobre 2023            | 1 saison, 6 épisodes   | 43-54 min       | Aucune info     |

#### En néerlandais
| Titre           | Genre            | Date de diffusion initiale | Saisons              | Durée           | Statut          |
| Sorties en 2020 | Sorties en 2020  | Sorties en 2020            | Sorties en 2020      | Sorties en 2020 | Sorties en 2020 |
| --------------- | ---------------- | -------------------------- | -------------------- | --------------- | --------------- |
| Ares            | Drame surnaturel | 17 janvier 2020            | 1 saison, 8 épisodes | 24-32 min       | En cours        |

#### En hindi
| Titre                                 | Genre                 | Date de diffusion initiale | Saisons                | Durée           | Statut          |
| Sorties en 2018                       | Sorties en 2018       | Sorties en 2018            | Sorties en 2018        | Sorties en 2018 | Sorties en 2018 |
| ------------------------------------- | --------------------- | -------------------------- | ---------------------- | --------------- | --------------- |
| Le seigneur de Bombay                 | Drame                 | 6 juillet 2018             | 2 saisons, 16 épisodes | 43-58 min       | Série terminée  |
| Ghoul                                 | Mini-série d'horreur  | 24 août 2018               | 3 épisodes             | 44-50 min       | Mini-série      |
| La sélection                          | Drame                 | 28 décembre 2018           | 1 saison, 12 épisodes  | 19-28 min       | Série terminée  |
| Sorties en 2019                       |                       |                            |                        |                 |                 |
| Delhi Crime                           | Drame policier        | 22 mars 2019               | 2 saisons, 12 épisodes | 45-64 min       | Série terminée  |
| Leila                                 | Drame                 | 14 juin 2019               | 1 saison, 6 épisodes   | 40-54 min       | Série terminée  |
| Typewriter                            | Horreur               | 19 juillet 2019            | 1 saison, 5 épisodes   | 43-52 min       | Série terminée  |
| La vengeance du professeur            | Thriller              | 27 septembre 2019          | 1 saison, 7 épisodes   | 40-49 min       | Série terminée  |
| Sorties en 2020                       |                       |                            |                        |                 |                 |
| Jamtara                               | Drame policier        | 10 janvier 2020            | 2 saisons, 18 épisodes | 23-49 min       | Série terminée  |
| Taj Mahal 1989                        | Comédie romantique    | 14 février 2020            | 1 saison, 7 épisodes   | 31-36 min       | Série terminée  |
| She                                   | Drame policier        | 20 mars 2020               | 2 saisons, 14 épisodes | 31-43 min       | Série terminée  |
| Hasmukh                               | Comédie               | 17 avril 2020              | 1 saison, 10 épisodes  | 29-39 min       | Série terminée  |
| Vetâla                                | Thriller              | 24 mai 2020                | 1 saison, 4 épisodes   | 45-49 min       | Série terminée  |
| Sorties en 2021                       |                       |                            |                        |                 |                 |
| Signé Satyajit Ray                    | Drame / Anthologie    | 25 juin 2021               | 1 saison, 4 épisodes   | 52-64 min       | Mini-série      |
| Comme une étincelle                   | Romance / Anthologie  | 23 juillet 2021            | 1 saison, 6 épisodes   | 25-31 min       | Mini-série      |
| Sorties en 2022                       |                       |                            |                        |                 |                 |
| The Fame Game                         | Thriller / Drame      | 25 février 2022            | 1 saison, 8 épisodes   | 45-50 min       | Série terminée  |
| Khakee : Chronique d’un flic du Bihar | Thriller / Action     | 25 novembre 2022           | 1 saison, 7 épisodes   | 43 min          | Série terminée  |
| Sorties en 2023                       |                       |                            |                        |                 |                 |
| Trial by Fire                         | Drame                 | 13 janvier 2023            | 1 saison, 7 épisodes   | 45-48 min       | Mini-série      |
| Toothpari : L'amour à pleines dents   | Romance / Fantastique | 20 avril 2023              | 1 saison, 8 épisodes   | 40-48 min       | Mini-série      |
| Scoop                                 | Drame policier        | 2 juin 2023                | 1 saison, 6 épisodes   | 52-72 min       | Série terminée  |
| Choona tu nous le paieras             | Thriller / Comique    | 29 septembre 2023          | 1 saison, 8 épisodes   | 34-52 min       | Mini-série      |
| The Railway Men : Les héros de Bhopal | Drame historique      | 18 novembre 2023           | 1 saison, 4 épisodes   | 51-65 min       | Mini-série      |

#### En tamoul
| Titre                    | Genre              | Date de diffusion initiale | Saisons              | Durée           | Statut          |
| Sorties en 2020          | Sorties en 2020    | Sorties en 2020            | Sorties en 2020      | Sorties en 2020 | Sorties en 2020 |
| ------------------------ | ------------------ | -------------------------- | -------------------- | --------------- | --------------- |
| Histoires d'honneur      | Drame / Anthologie | 18 décembre 2020           | 1 saison, 4 épisodes | 33-37 min       | Mini-série      |
| Sorties en 2021          |                    |                            |                      |                 |                 |
| Navarasa : neuf émotions | Drame / Anthologie | 6 août 2021                | 1 saison, 9 épisodes | 30-48 min       | Mini-série      |

#### En télougou
| Titre                | Genre              | Date de diffusion initiale | Saisons              | Durée           | Statut          |
| Sorties en 2021      | Sorties en 2021    | Sorties en 2021            | Sorties en 2021      | Sorties en 2021 | Sorties en 2021 |
| -------------------- | ------------------ | -------------------------- | -------------------- | --------------- | --------------- |
| Histoires équivoques | Drame / Anthologie | 19 février 2021            | 1 saison, 4 épisodes | 35-39 min       | Mini-série      |

#### En coréen
| Titre                     | Genre                                   | Date de diffusion initiale | Saisons                                    | Durée           | Statut          |
| Sorties en 2017           | Sorties en 2017                         | Sorties en 2017            | Sorties en 2017                            | Sorties en 2017 | Sorties en 2017 |
| ------------------------- | --------------------------------------- | -------------------------- | ------------------------------------------ | --------------- | --------------- |
| My Only Love Song         | Comédie                                 | 9 juin 2017                | 1 saison, 20 épisodes                      | 27-30 min       | Série terminée  |
| Sorties en 2018           |                                         |                            |                                            |                 |                 |
| YG Future Strategy Office | Comédie                                 | 5 octobre 2018             | 1 saison, 8 épisodes                       | 20-29 min       | Série terminée  |
| Sorties en 2019           |                                         |                            |                                            |                 |                 |
| Kingdom                   | Fantaisie                               | 25 janvier 2019            | 2 saisons, 12 épisodes + 1 épisode spécial | 44-57 min       | Série terminée  |
| Persona                   | Anthologie dramatique                   | 11 avril 2019              | 1 saison, 4 épisodes                       | 19-27 min       | Série terminée  |
| My First First Love       | Comédie romantique                      | 18 avril 2019              | 2 saisons, 16 épisodes                     | 42-56 min       | Série terminée  |
| Love Alarm                | Comédie romantique                      | 22 août 2019               | 2 saisons, 14 épisodes                     | 41-71 min       | Série terminée  |
| Sorties en 2020           |                                         |                            |                                            |                 |                 |
| My Holo Love              | Science-fiction romance                 | 7 février 2020             | 12 épisodes                                | 49-57 min       | Mini-série      |
| Extracurricular           | Drame                                   | 29 avril 2020              | 1 saison, 10 épisodes                      | 44-72 min       | Série terminée  |
| Sweet Home                | Drame/Horrifique                        | 18 décembre 2020           | 3 saison, 26 épisodes                      | 44-72 min       | Série terminée  |
| Squid Game                | Thriller Drame Aventure Action Dystopie | 17 septembre 2021          | 3 saisons, 22 épisodes                     | 32-63 min       | Série terminée  |

#### En japonais
| Titre                                              | Genre                  | Date de diffusion initiale | Saisons                | Durée           | Statut                               |
| Sorties en 2016                                    | Sorties en 2016        | Sorties en 2016            | Sorties en 2016        | Sorties en 2016 | Sorties en 2016                      |
| -------------------------------------------------- | ---------------------- | -------------------------- | ---------------------- | --------------- | ------------------------------------ |
| Midnight Diner: Tokyo Stories                      | Tranche de vie         | 21 octobre 2016            | 2 saisons, 20 épisodes | 25 min          | Série terminée                       |
| Sorties en 2017                                    |                        |                            |                        |                 |                                      |
| Blazing Transfer Students                          | Comédie d'action       | 10 novembre 2017           | 1 saison, 8 épisodes   | 23-28 min       | Série terminée                       |
| Sorties en 2018                                    |                        |                            |                        |                 |                                      |
| Jimmy : la véritable histoire d'un véritable idiot | Comédie                | 20 juillet 2018            | 1 saison, 9 épisodes   | 39-64 min       | Série terminée                       |
| Rouge Éclipse                                      | Science-fiction        | 1er août 2018              | 1 saison, 6 épisodes   | 33-44 min       | Série terminée                       |
| Sorties en 2019                                    |                        |                            |                        |                 |                                      |
| The Naked Director                                 | Comédie historique     | 8 août 2019                | 2 saisons, 16 épisodes | 39-54 min       | Série terminée                       |
| Sorties en 2020                                    |                        |                            |                        |                 |                                      |
| Followers                                          | Drame                  | 27 février 2020            | 1 saison, 9 épisodes   | 33-46 min       | Série terminée                       |
| The Forest of Love: Deep Cut                       | Drame                  | 30 avril 2020              | 7 épisodes             | 31-51 min       | Mini-série                           |
| JU-ON: Origins                                     | Horreur                | 3 juillet 2020             | 1 saison, 6 épisodes   | 26-31 min       | Série terminée                       |
| Alice in Borderland                                | Science-fiction, Drame | 10 décembre 2020           | 2 saisons, 16 épisodes | 41-52 min       | Renouvelée pour une troisième saison |
| Sorties en 2023                                    |                        |                            |                        |                 |                                      |
| Sanctuary                                          | Drame sportif          | 4 mai 2023                 | 1 saison, 8 épisodes   | 32-65 min       | Aucune info                          |
| The Days                                           | Catastrophe historique | 1 juin 2023                | 1 saison, 8 épisodes   | 46-66 min       | Mini-série                           |

#### En mandarin
| Titre               | Genre              | Date de diffusion initiale | Saisons                | Durée           | Statut          |
| Sorties en 2019     | Sorties en 2019    | Sorties en 2019            | Sorties en 2019        | Sorties en 2019 | Sorties en 2019 |
| ------------------- | ------------------ | -------------------------- | ---------------------- | --------------- | --------------- |
| Nowhere Man         | Thriller           | 31 octobre 2019            | 1 saison, 8 épisodes   | 33-67 min       | Série terminée  |
| Triad Princess      | Romantique / Drame | 6 décembre 2019            | 1 saison, 6 épisodes   | 35-47 min       | Série terminée  |
| Sorties en 2020     |                    |                            |                        |                 |                 |
| L'épouse fantôme    | Drame / Mystère    | 23 janvier 2020            | 1 volume, 6 épisodes   | 48-57 min       | Série terminée  |
| The Victims' Game   | Thriller           | 30 avril 2020              | 2 saisons, 16 épisodes | 62-67 min       | En cours        |
| Sorties en 2022     |                    |                            |                        |                 |                 |
| Une femme en éclats | Thriller / Drame   | 28 octobre 2022            | 1 saison, 9 épisodes   | 45-51 min       | Mini-série      |
| Sorties en 2023     |                    |                            |                        |                 |                 |
| Wave Makers         | Drame / Politique  | 28 avril 2023              | 1 volume, 8 épisodes   | 44-56 min       | Série terminée  |
| At the Moment       | Drame / Romance    | 10 novembre 2023           | 1 saison, 10 épisodes  | 46-58 min       | Série terminée  |

#### En arabe
| Titre           | Genre           | Date de diffusion initiale | Saisons               | Durée           | Statut          |
| Sorties en 2019 | Sorties en 2019 | Sorties en 2019            | Sorties en 2019       | Sorties en 2019 | Sorties en 2019 |
| --------------- | --------------- | -------------------------- | --------------------- | --------------- | --------------- |
| Jinn            | Aventure        | 13 juin 2019               | 1 saison, 5 épisodes  | 25-47 min       | Série terminée  |
| Dollar          | Thriller        | 8 août 2019                | 1 saison, 15 épisodes | 39-45 min       | Série terminée  |

#### En turc
| Titre                           | Genre           | Date de diffusion initiale | Saisons                | Durée           | Statut                                  |
| Sorties en 2018                 | Sorties en 2018 | Sorties en 2018            | Sorties en 2018        | Sorties en 2018 | Sorties en 2018                         |
| ------------------------------- | --------------- | -------------------------- | ---------------------- | --------------- | --------------------------------------- |
| The Protector (Hakan : Muhafiz) | Fantastique     | 14 décembre 2018           | 2 saisons, 18 épisodes | 31-46 min       | Renouvelée pour une 3e et une 4e saison |
| Sorties en 2019                 |                 |                            |                        |                 |                                         |
| Atiye                           | Fantastique     | 27 décembre 2019           | 3 saisons, 24 épisodes | 41-55 min       | Renouvelée                              |
| Sorties en 2020                 |                 |                            |                        |                 |                                         |
| Ask 101 (Love 101)              | Romance/ drame  | 24 avril 2020              | 2 saisons, 16 épisodes | 33-48 min       | Série terminée                          |
| Sorties en 2022                 |                 |                            |                        |                 |                                         |
| Tête chaude (Sıcak Kafa)        | Romance/ drame  | 2 décembre 2022            | 1 saisons, 8 épisodes  | 58-70 min       | Série terminée                          |

#### En thaï
| Titre                        | Genre                  | Date de diffusion initiale | Saisons              | Durée           | Statut          |
| Sorties en 2019              | Sorties en 2019        | Sorties en 2019            | Sorties en 2019      | Sorties en 2019 | Sorties en 2019 |
| ---------------------------- | ---------------------- | -------------------------- | -------------------- | --------------- | --------------- |
| The Stranded                 | Drame / Fantaise       | 14 novembre 2019           | 1 Saison, 7 épisodes | 46-53 min       | Série terminée  |
| Sorties en 2022              |                        |                            |                      |                 |                 |
| School Tales : La série      | Drame / Horreur        | 10 août 2022               | 1 Saison, 8 épisodes | 49 min          | Série terminée  |
| Le Sauvetage de l'impossible | Drame / Biopic         | 22 septembre 2022          | 1 Saison, 6 épisodes | 53-76 min       | Mini-série      |
| Sorties en 2023              |                        |                            |                      |                 |                 |
| 6ixtynin9 : La série         | Thriller / Comédie     | 6 septembre 2023           | 1 Saison, 6 épisodes | 40-66 min       | Mini-série      |
| Sorties en 2024              |                        |                            |                      |                 |                 |
| Tomorrow                     | Drame/ Science-fiction | 4 décembre 2024            | 1 Saison, 4 épisodes | 66-81 min       | Mini-série      |

### Coproductions
Ces programmes ont été commandés par Netflix en coopération avec un partenaire d'un autre pays.
| Titre                                   | Partenaire / Pays                            | Genre                        | Date de diffusion initiale (hors netflix en général) | Saisons                | Durée           | Langue(s) originale(s) | Région de diffusion exclusif pour Netflix | Statut              |
| Sorties en 2012                         | Sorties en 2012                              | Sorties en 2012              | Sorties en 2012                                      | Sorties en 2012        | Sorties en 2012 | Sorties en 2012        | Sorties en 2012 | Sorties en 2012     |
| --------------------------------------- | -------------------------------------------- | ---------------------------- | ---------------------------------------------------- | ---------------------- | --------------- | ---------------------- | --- | ------------------- |
| Lilyhammer                              | NRK/Norvège                                  | Comédie dramatique           | 6 février 2012                                       | 3 saisons, 24 épisodes | 43-58 min       | Norvégien / Anglais    | Original international | Série terminée      |
| Sorties en 2015                         |                                              |                              |                                                      |                        |                 |                        | |                     |
| Between                                 | City / Canada                                | Science fiction / drame      | 21 mai 2015                                          | 2 saisons, 12 épisodes | 44 min          | Anglais                | Original international excepté au Canada | Série terminée      |
| H2O: Mermaid Adventures                 | ZDF / Allemagne & France Télévisons / France | Amimation                    | 22 mai 2015                                          | 2 saisons, 26 épisodes | 24 min          | Anglais                | Original international | Série terminée      |
| Atelier                                 | Fuji TV / Japon                              | Drame                        | 1er décembre 2015                                    | 1 saison, 13 épisodes  | 43-51 min       | Japonais               | Original international | Série terminée      |
| Sorties en 2016                         |                                              |                              |                                                      |                        |                 |                        | |                     |
| Degrassi : La Nouvelle Promo            | Family Channel / Canada                      | Teen Drama                   | 15 janvier 2016                                      | 4 saisons, 40 épisodes | 24 min          | Anglais                | Original international excepté en France, en Australie et au Canada                                                                                                 | Série terminée      |
| Lost & Found Music Studios              | Family Channel / Canada                      | Teen Drama                   | 1er avril 2016                                       | 2 saisons, 27 épisodes | 27-29 min       | Anglais                | Original international excepté au Canada, au Royaume-Uni et en Irlande                                                                                              | Série terminée      |
| Good Morning Call                       | Fuji TV / Japon                              | Tranche de vie / Drame       | 13 mai 2016                                          | 2 saisons, 27 épisodes | 43-49 min       | Japonais               | Original international | Série terminée      |
| Hibana: Spark                           | Spark Yoshimoto Kogyo/Japon                  | Drame                        | 2 juin 2016                                          | 1 saison, 10 épisodes  | 46-60 min       | Japonais               | Original international | Série terminée      |
| Undercover                              | TBA                                          | TBA                          | 1er juillet 2016                                     | 2 saisons              | TBA             | Français ?             | Original en France uniquement | TBA                 |
| Beat Bugs                               | 7TWO/Australie                               | Animation                    | 3 août 2016                                          | 3 saisons, 52 épisodes | 15-24 min       | Anglais                | Original international excepté en Australie | En cours            |
| Bottersnikes & Gumbles                  | 7TWO/Australie                               | Animation                    | 19 août 2016                                         | 2 saisons, 52 épisodes | 12 min          | Anglais                | Original international, excepté au Royaume-Uni, Irlande, Australie, Nouvelle-Zélande, Japon, Asie, Afrique et Moyen-Orient                                          | Série terminée      |
| Kazoops!                                | ABC/Australie                                | Animation                    | 2 septembre 2016                                     | 3 saisons, 26 épisodes | 19-21 min       | Anglais                | Original international excepté en Australie, en Nouvelle-Zélande, au Royaume-Uni et en Irlande                                                                      | Série terminée      |
| Four Seasons in Havana                  | RTVE/ Espagne                                | Drame policier               | 12 septembre 2016                                    | 1 saison, 4 épisodes   | 86-96 min       | Espagnol               | Original aux États-Unis, Canada et en Amérique Latine | Série terminée      |
| Paranoid                                | ITV/ Royaume-Uni                             | Thriller                     | 17 novembre 2016                                     | 1 saison, 8 épisodes   | 42-45 min       | Anglais                | Original international excepté au Royaume-Uni et en Irlande | Série terminée      |
| The Cuba Libre Story                    | ZDF / Allemagne                              | Documentaire                 | 8 décembre 2016                                      | 1 saison, 8 épisodes   | 51-53 min       | Allemand               | Original aux États-Unis, Canada, Amérique Latine, Royaume-Uni, Irlande, Danemark, Norvège, Suède, Pays-Bas, Turquie, Pologne, Australie, Nouvelle-Zélande, et Asie. | Série terminée      |
| Dirk Gently's Holistic Detective Agency | BBC America/ États-Unis                      | Science-fiction humoristique | 11 décembre 2016                                     | 2 saisons, 18 épisodes | 41-53 min       | Anglais                | 1re diffusion hors États-Unis | Série terminée      |
| Crazyhead                               | E4/ Royaume-Uni                              | Comédie                      | 16 décembre 2016                                     | 1 saison, 6 épisodes   | 42-45 min       | Anglais                | Original international excepté au Royaume-Uni | Série terminée      |
| Travelers                               | Showcase/Canada                              | Drame / Science fiction      | 23 décembre 2016                                     | 2 saisons, 24 épisodes | 44-50 min       | Anglais                | Original international | Série terminée      |
| Sorties 2017                            |                                              |                              |                                                      |                        |                 |                        | |                     |
| Frontier                                | Discovery/Canada                             | Drama historique             | 20 janvier 2017                                      | 3 saisons, 18 épisodes | 43-52 min       | Anglais                | Original international excepté au Canada | Série terminée      |
| Samurai Gourmet                         | Kyodo Television/Japon                       | Drame                        | 17 mars 2017                                         | 1 saison, 12 épisodes  | 16-24 min       | Japonais               | Original international | Série terminée      |
| Anne with an E                          | CBC/Canada                                   | Drame                        | 12 mai 2017                                          | 3 saisons, 27 épisodes | 44-88 min       | Anglais                | Original international excepté au Canada | Série terminée      |
| El Chapo                                | Univision/États-Unis                         | Drame                        | 16 juin 2017                                         | 3 saisons, 34 épisodes | 39-55 min       | Espagnol               | 1re diffusion hors États-Unis | Série terminée      |
| Kantaro: The Sweet Tooth Salaryman      | TV Tokyo/Japon                               | Comédie                      | 7 juillet 2017                                       | 1 Saison, 12 épisodes  | 24 min          | Japonais               | Original international | Série terminée      |
| The Worst Witch                         | CBBC / Royaume-Uni & ZDF / Allemagne         | Fantasie                     | 21 juillet 2017                                      | 3 saisons, 38 épisodes | 28-59 min       | Anglais                | Original international | En cours            |
| Million Yen Women                       | TV Tokyo/Japon                               | Drame                        | 15 août 2017                                         | 1 saison, 12 épisodes  | 24 min          | Japonais               | Original international | Série terminée      |
| Alias Grace                             | CBC/Canada                                   | Drame                        | 3 novembre 2017                                      | 6 épisodes             | 43-46 min       | Anglais                | Original international | Mini-série          |
| Erased                                  | Kansai TV/Japon                              | Supernaturel / Mystère       | 15 décembre 2017                                     | 1 saison, 12 épisodes  | 26-32 min       | Japonais               | Original international | Série terminée      |
| Sorties en 2018                         |                                              |                              |                                                      |                        |                 |                        | |                     |
| The End of the F***ing World            | Channel 4/ Royaume-Uni                       | Comédie                      | 5 janvier 2018                                       | 2 saisons, 16 épisodes | 18-22 min       | Anglais                | Original international | Série terminée      |
| Mob Psycho 100                          | TV Tokyo/Japon                               | Supernaturel / Drame         | 12 janvier 2018                                      | 1 saison, 12 épisodes  | 26 min          | Japonais               | Original international | Série terminée      |
| Damnation                               | USA Network/ États-Unis                      | Drama historique             | 1er février 2018                                     | 1 saison, 10 épisodes  | 42-55 min       | Anglais                | Original international | Série terminée      |
| Collateral                              | BBC Two/ Royaume-Uni                         | Thriller                     | 9 mars 2018                                          | 4 épisodes             | 56-59 min       | Anglais                | Original international excepté au Royaume-Uni, | Mini-série          |
| Requiem                                 | BBC One/ Royaume-Uni                         | Supernaturel / Thriller      | 23 mars 2018                                         | 1 saison, 6 épisodes   | 57-58 min       | Anglais                | Original international excepté au Royaume-Uni, | Achevée             |
| Troy: Fall of a City                    | BBC One/ Royaume-Uni                         | Fiction historique           | 6 avril 2018                                         | 1 saison, 8 épisodes   | 57-58 min       | Anglais                | Original international excepté au Royaume-Uni, | Achevée             |
| The Letdown                             | ABC/Australie                                | Comédie                      | 21 avril 2018                                        | 2 saisons, 13 épisodes | 27-32 min       | Anglais                | Original international excepté en Australie | En cours            |
| The New Legends of Monkey               | ABC/Australie & TVNZ/Nouvelle-Zélande        | Fantaise / Aventure          | 27 avril 2018                                        | 1 saison, 10 épisodes  | 26 min          | Anglais                | Original international | Série terminée      |
| Safe                                    | C8/France                                    | Thriller                     | 10 mai 2018                                          | 1 saison, 8 épisodes   | 41-48 min       | Anglais                | Original international | Série terminée      |
| Kiss Me First                           | Channel 4/ Royaume-Uni                       | Drame                        | 29 juin 2018                                         | 1 saison, 6 épisodes   | 46-48 min       | Anglais                | Original international excepté au Royaume-Uni | Série terminée      |
| I Am a Killer                           | Crime + Investigation / Royaume- Uni         | Sécie documentaire           | 3 août 2018                                          | 1 saison, 10 épisodes  | 50-53 min       | Anglais                | Original international | Renouvelée          |
| Wanderlust                              | BBC One/ Royaume-Uni                         | Drame                        | 19 octobre 2018                                      | 1 saison, 6 épisodes   | 56-59 min       | Anglais                | Original international excepté au Royaume-Uni et Irlande | Série terminée      |
| Robozuna                                | CITV/Royaume-Uni                             | Animation                    | 25 octobre 2018                                      | 2 saisons, 20 épisodes | 22-23 min       | Anglais                | Original international excepté au Royaume-Uni | Série terminée      |
| Pine Gap                                | ABC/Australie                                | Thriller politique           | 7 décembre 2018                                      | 1 saison, 6 épisodes   | 54-59 min       | Anglais                | Original international excepté en Australie | Série terminée      |
| Le Parfum                               | ZDFneo/Allemagne                             | Thriller                     | 21 décembre 2018                                     | 1 saison, 6 épisodes   | 53-67 min       | Allemand               | Original international | Série terminée      |
| Watership Down                          | BBC One/ Royaume-Uni                         | Animation / Fantaise         | 23 décembre 2018                                     | 4 épisodes             | 50-51 min       | Anglais                | Original international excepté au Royaume-Uni | Mini-série          |
| Sorties en 2019                         |                                              |                              |                                                      |                        |                 |                        | |                     |
| Black Earth Rising                      | BBC Two/ Royaume-Uni                         | Thriller                     | 25 janvier 2019                                      | 8 épisodes             | 60 min          | Anglais                | Original international excepté au Royaume-Uni et Irlande | Mini-série          |
| Nightflyers                             | Syfy/États-Unis                              | Science fiction              | 1er février 2019                                     | 1 saison, 10 épisodes  | 40-59 min       | Anglais                | 1re diffusion hors États-Unis | Série terminée      |
| Northern Rescue                         | CBC/Canada                                   | Drame                        | 1er mars 2019                                        | 1 saison, 10 épisodes  | 44-45 min       | Anglais                | Original international | En cours            |
| Traitors                                | Channel 4/ Royaume-Uni                       | Drame historique             | 29 mars 2019                                         | 1 saison, 6 épisodes   | 46-47 min       | Anglais                | Original international excepté au Royaume-Uni, Irlande et Chine | Série terminée      |
| Tijuana                                 | Univision/États-Unis                         | Drame                        | 5 avril 2019                                         | 1 saison, 11 épisodes  | 35-45 min       | Anglais                | Original international | En cours            |
| Undercover                              | Eén/Belgique                                 | Drame Criminel               | 3 mai 2019                                           | 2 saisons, 20 épisodes | 46-54 min       | Néerlandais            | Original international, mais lancement ultérieur en France, Allemagne, Belgique, Autriche et Suisse                                                                 | Série terminée      |
| Designated Survivor: 60 Jours           | TVN/Corée du Sud                             | Drame                        | 1er juillet 2019                                     | 1 saison, 16 épisodes  | 64-83 min       | Koréen                 | Original international excepté en Corée du Sud | Série terminée      |
| The Spy                                 | Canal+/France                                | Drame                        | 6 septembre 2019                                     | 6 épisodes             | 47-62 min       | Anglais                | Original international | Mini-série          |
| Interior Design Masters                 | BBC Two/ Royaume-Uni                         | Téléréalité                  | 18 octobre 2019                                      | 2 saisons, 8 épisodes  | 42-48 min       | Anglais                | TBA | En cours            |
| Drug Squad: Costa del Sol               | Mediaset España/Espagne                      | Procédure policière          | 25 octobre 2019                                      | 1 saison, 13 épisodes  | 60-69 min       | Espagnol               | TBA | Série terminée      |
| Sorties en 2020                         |                                              |                              |                                                      |                        |                 |                        | |                     |
| Dracula                                 | BBC One/ Royaume-Uni                         | Drame                        | 4 janvier 2020                                       | 1 saison, 3 épisodes   | 88-91 min       | Anglais                | International | Mini-série terminée |
| Giri/Haji                               | BBC One/ Royaume-Uni                         | Drame                        | 10 janvier 2020                                      | 1 saison, 8 épisodes   | 57-61 min       | Japonais / anglais     | International | Série terminée      |
| Prochainement                           |                                              |                              |                                                      |                        |                 |                        | |                     |
| SING IT, cours jusqu'à tes rêves        | Nickelodeon, Canal +/France                  | Drame Musical                | 2022/2023                                            | 2 saisons, 60 épisodes | 39-61 min       | Français / anglais     | Original International excepté en Chine et en Corée du Nord | Prochainement       |
| TeenPower                               | TF1/France                                   | Série Musicale               | 2024                                                 | 4 saisons, 90 épisodes | 45 min          | Français               | Original International excepté au Vietnam et en Corée du Nord | Prochainement       |

#### Franchises Fuji TV
Cette franchise de téléréalité est commandée par Netflix, qui la diffuse à l'international, en coopération avec Fuji TV.
| Titre                                   | Partenaire / Pays | Genre           | Date de diffusion initiale (hors netflix en général) | Saisons                | Durée           | Langue(s) originale(s) | Région de diffusion exclusive pour Netflix | Statut          |
| Sorties en 2015                         | Sorties en 2015   | Sorties en 2015 | Sorties en 2015                                      | Sorties en 2015        | Sorties en 2015 | Sorties en 2015        | Sorties en 2015                            | Sorties en 2015 |
| --------------------------------------- | ----------------- | --------------- | ---------------------------------------------------- | ---------------------- | --------------- | ---------------------- | ------------------------------------------ | --------------- |
| Terrace House: Boys & Girls in the City | Fuji TV / Japon   | Téléréalité     | 2 septembre 2015                                     | 2 parties, 46 épisodes | 24-38 min       | Japonais               | International                              | Série terminée  |
| Sorties en 2016                         |                   |                 |                                                      |                        |                 |                        |                                            |                 |
| Terrace House: Aloha State              | Fuji TV / Japon   | Téléréalité     | 1er novembre 2016                                    | 4 parties, 36 épisodes | 30-47 min       | Japonais               | International                              | Série terminée  |
| Sorties en 2017                         |                   |                 |                                                      |                        |                 |                        |                                            |                 |
| Ainori Love Wagon: Asian Journey        | Fuji TV / Japon   | Téléréalité     | 26 octobre 2017                                      | 2 saisons, 44 épisodes | 27-37 min       | Japonais               | International                              | Série terminée  |
| Terrace House: Opening New Doors        | Fuji TV / Japon   | Téléréalité     | 19 décembre 2017                                     | 6 parties, 49 épisodes | 32-44 min       | Japonais               | International                              | Série terminée  |
| Sorties en 2019                         |                   |                 |                                                      |                        |                 |                        |                                            |                 |
| Terrace House: Tokyo 2019-2020          | Fuji TV / Japon   | Téléréalité     | 14 mai 2019                                          | 2 parties, 15 épisodes | 37-57 min       |                        | International                              | Série terminée  |
| Ainori Love Wagon: African Journey      | Fuji TV / Japon   | Téléréalité     | 5 septembre 2019                                     | 1 saison, 2 épisodes   | 25-27 min       |                        | International                              | En cours        |

### Distribution exclusive
Ces séries, même si Netflix les considère comme des originaux de Netflix, sont des séries qui ont été diffusées dans différents pays, et Netflix a acheté les droits exclusifs de distribution pour les diffuser dans d'autres pays. Ils peuvent être disponibles sur Netflix sur leur territoire national et sur d'autres marchés où Netflix n'a pas de licence de première diffusion, sans le label Netflix Original, quelque temps après leur première diffusion sur leur diffuseur d'origine.

#### Séries en langues européennes

##### Séries en anglais
| Titre francophone | Genre           | Date de diffusion originale | Chaîne Originale | Région d'origine | Région d'exclusivité de Netflix | Saisons               |
| Sorties en 2017   | Sorties en 2017 | Sorties en 2017             | Sorties en 2017  | Sorties en 2017  | Sorties en 2017                 | Sorties en 2017       |
| ----------------- | --------------- | --------------------------- | ---------------- | ---------------- | ------------------------------- | --------------------- |
| Superstition      | Drame, thriller | 20/10/2017 – 18/01/2018     | Syfy             | USA              | International                   | 1 saison, 12 épisodes |

##### Séries en français
| Titre francophone       | Genre              | Date de diffusion originale | Chaîne Originale | Région d'origine  | Région d'exclusivité de Netflix | Saisons                |
| ----------------------- | ------------------ | --------------------------- | ---------------- | ----------------- | --- | ---------------------- |
| Au service de la France | Comédie, parodie   | 29/10/2015- 19/07/2018      | Arte             | France            | Tous les autres marchés | 2 saisons, 24 épisodes |
| Ad Vitam                | Science fiction    | 08/11/2018- 22/11/2018      | Arte             | France            | Territoires choisis | 1 saison, 6 épisodes   |
| Zone Blanche            | Comédie dramatique | 2017-2019                   | France 2 / RTBF  | France / Belgique | Territoires choisis | 2 saisons, 16 épisodes |
| Dix pour cent           | Comédie dramatique | 2015-2020                   | France 2         | France            | Original aux États-Unis, Royaume-Uni, Irlande, Pays-Bas, Australie, Nouvelle-Zélande, Turquie, Pologne et Asie + présence non officielle en France | 4 saisons, 24 épisodes |
| Cannabis                | Drame              | 8/12/2016- 15/12/2016       | Arte             | France            | International | 1 saison, 6 épisodes   |
| La Mante                | Thriller policier  | 4/09/2017 - 18/09/2017      | TF1              | France            | International | 1 saison, 6 épisodes   |
| Une chance de trop      | Policier           | 15/10/2015- 29/10/2015      | TF1              | France            | Original aux États-Unis, Royaume-Uni, Irlande, Nouvelle-Zélande, Australie et Pays-Bas                                                             | 1 saison, 6 épisodes   |
| La Trêve                | Policier           | 21/02/2016- 09/12/2018      | La Une           | Belgique          | Original aux États-Unis, Canada, Royaume-Uni, Irlande, Pays Scandinaves et Pays-Bas                                                                | 2 saisons, 20 épisodes |
| Le Chalet               | Thriller           | 18/03/2018- 09/04/2018      | France 2         | France            | International | 1 saison, 6 épisodes   |
| La Forêt                | Thriller           | 30/05/2017- 14/06/2017      | France 3         | France            | International | 1 saison, 6 épisodes   |
| Glacé                   | Drame policier     | 10/01/2017- 24/01/2017      | M6               | France            | Territoires choisis | 1 saison, 6 épisodes   |
| Unité 42                | Drame policier     | 19/11/2017 - 01/12/2019     | La Une           | Belgique          | Territoires choisis | 2 saisons, 20 épisodes |
| Le Bazar de la Charité  | Drame, historique  | 18/11/2019 - 09/12/2019     | TF1              | France            | International | 1 saison, 8 épisodes   |

##### Séries en allemand
| Titre                | Genre              | Date de diffusion originale | Chaîne Originale | Région d'origine | Région d'exclusivité de Netflix | Saisons                |
| -------------------- | ------------------ | --------------------------- | ---------------- | ---------------- | --- | ---------------------- |
| Babylon Berlin       | Drame              | 2017-                       | Sky Deutschland  | Allemagne        | Original aux États-Unis et Canada | 2 saisons, 16 épisodes |
| Charité              | Historique / Drame | 2017                        | Das Erste        | Allemagne        | Original au Canada, États-Unis, Royaume-Uni, Australie, Benelux, Autriche, Suisse, Allemagne, Pays scandinaves et Europe de l'Est Inde, Singapour, Afrique du Sud, Thaïlande, Hong-Kong | 1 saison, 6 épisodes   |
| Charité at War       | Historique / Drame | 2019                        | Das Erste        | Allemagne        | Territoires choisis | 1 saison, 6 épisodes   |
| NSU German History X | Historique / Drame | 2016                        | Das Erste        | Allemagne        | Original en Australie, Belgique, Pays-Bas, États-Unis, Royaume-Uni, Canada, Suède et Islande                                                                                            | 1 saison, 3 épisodes   |
| The Same Sky         | Drame              | 2016                        | ZDF              | Allemagne        | Territoires anglophones | 1 saison, 6 épisodes   |

##### Séries en Italien
| Titre                           | Genre           | Date de diffusion originale | Chaîne Originale | Région d'origine | Région d'exclusivité de Netflix | Saisons               |
| ------------------------------- | --------------- | --------------------------- | ---------------- | ---------------- | ------------------------------- | --------------------- |
| Maggie & Bianca Fashion Friends | Comédie / Drame | 2017                        | Rai Gulp         | Italie           | Territoires choisis             | 1 saison, 26 épisodes |
| Carlo & Malik                   | Policier        | 2018                        | Rai 1            | Italie           | Selon territoire                | 1 saison, 12 épisodes |

##### Séries en espagnol
| Titre                            | Genre                   | Date de diffusion originale | Chaîne originale   | Région d'origine | Région d'exclusivité de Netflix                                                                   | Saisons                 |
| -------------------------------- | ----------------------- | --------------------------- | ------------------ | ---------------- | ------------------------------------------------------------------------------------------------- | ----------------------- |
| 45 rpm                           | Drama                   | 2019                        | Antena 3           | Espagne          | Territoires choisis                                                                               | 1 saison, 13 épisodes   |
| Apache: The Life of Carlos Tevez | Biographique / Drame    | 2019                        | TBA                | Argentine        | Territoires choisis                                                                               | 1 saison, 8 épisodes    |
| Bolívar                          | Drame                   | 2019                        | Caracol Televisión | Colombie         | Territoires choisis                                                                               | 1 saison, 60 épisodes   |
| Cathedral of the Sea             | Fiction historique      | 2017                        | Antena 3           | Espagne          | Tous les autres marchés                                                                           | 1 saison, 8 épisodes    |
| Cocaine Coast                    | Drame                   | 2018–                       | Antena 3           | Espagne          | Territoires choisis y compris République tchèque et Suède                                         | 1 saison, 10 épisodes   |
| El Dragón                        | Drame                   | 2019–                       | Univision          | États-Unis       | Territoires choisis                                                                               | 1 saison, 38 épisodes   |
| El Marginal                      | Drame policier          | 2016–                       | TV Pública         | Argentine        | Original aux États-Unis, Royaume-Uni, Mexique, Portugal, Irlande, Brésil, Colombie, and Espagne,  | 3 saisons, 29 épisodes  |
| El Vato                          | Comédie dramatique      | 2016–                       | NBC Universo       | États-Unis       | Tous les autres marchés                                                                           | 2 saisons, 23 épisodes  |
| Fugitiva                         | Thriller                | 2018                        | La 1               | Espagne          | International excepté Espagne                                                                     | 1 saison, 10 épisodes   |
| Historia de un clan              | Drame                   | 2015                        | Telefe             | Argentine        | Original aux États-Unis, Canada, Royaume-Uni, et Portugal                                         | 1 saison, 11 épisodes   |
| La Niña                          | Drame                   | 2016                        | Caracol Television | Colombie         | Original en Andorre, Canada, Amérique Latine (excepté Colombie), Portugal, Espagne, et États-Unis | 1 saison, 86 épisodes   |
| La Reina del Sur                 | Drame                   | 2011–                       | Telemundo          | États-Unis       | Territoires choisis                                                                               | 2 saisons, 123 épisodes |
| Locked Up                        | Drame                   | 2017–                       | Antena 3           | Espagne          | Territoires choisis, Suède inclus                                                                 | 4 saisons, 40 épisodes  |
| Luis Miguel - The Series         | Biographique / Drame    | 2018–                       | Telemundo          | États-Unis       | Amérique Latine, Espagne                                                                          | 1 saison, 13 épisodes   |
| Millennials                      | Drame                   | 2018–                       | Net TV             | Argentine        | Amérique Latine                                                                                   | 1 season, 24 episodes   |
| La Casa de Papel (partie 1–2)    | Drame                   | 2017                        | Antena 3           | Espagne          | International                                                                                     | 1 saison, 15 épisodes   |
| Morocco: Love in Times of War    | Fiction historique      | 2017                        | Antena 3           | Espagne          | Territoires choisis, Suède inclus                                                                 | 1 saison, 13 épisodes   |
| Nicky Jam: El Ganador            | Biographie              | 2017                        | Telemundo          | États-Unis       | Tous les autres marchés, 1re diffusion hors États-Unis                                            | 1 saison, 13 épisodes   |
| Playing with Fire                | Drame                   | 2019                        | Telemundo          | États-Unis       | Territoires choisis                                                                               | 1 saison, 10 épisodes   |
| Surviving Escobar: Alias J.J     | Drame                   | 2017                        | Caracol Television | Colombie         | Original en Andorre, Canada, Amérique Latine, Portugal, Espagne, et États-Unis                    | 1 saison, 60 épisodes   |
| The Department of Time           | Science fiction / Drame | 2017                        | La 1               | Espagne          | Territoires choisis                                                                               | 3 saisons, 34 épisodes  |
| The Good Bandit                  | Comedie                 | 2019                        | Caracol Television | Colombie         | Territoires choisis                                                                               | 1 saison, 63 épisodes   |
| The Inmate                       | Thriller                | 2018                        | Telemundo          | États-Unis       | Territoires choisis                                                                               | 1 saison, 13 épisodes   |
| The Queen of Flow                | Telenovela              | 2018–                       | Caracol Television | Colombie         | International excepté Colombie, Équateur et Venezuela                                             | 2 saisons, 142 épisodes |
| Unauthorized Living              | Drama                   | 2018–                       | Telecinco          | Espagne          | Territoires choisis                                                                               | 1 saison, 13 épisodes   |
| Undercover Law                   | Drame policier          | 2018–                       | Caracol Televisión | Colombie         | Territoires choisis                                                                               | 1 saison, 60 épisodes   |
| Victim Number 8                  | Comédie dramatique      | 2019                        | ETB 2              | Espagne          | Territoires choisis                                                                               | 1 saison, 8 épisodes    |

##### Séries en néerlandais
| Titre             | Genre               | Date de diffusion originale    | Chaîne Originale | Région d'origine     | Région d'exclusivité de Netflix                                                           | Saisons                |
| ----------------- | ------------------- | ------------------------------ | ---------------- | -------------------- | ----------------------------------------------------------------------------------------- | ---------------------- |
| 13 Commandments   | Drame policier      | 2017                           | VTM              | Belgique             | Territoires choisis                                                                       | 1 saison, 13 épisodes  |
| Hôtel Beau Séjour | Drame / Fantastique | 1er janvier 2017 - 5 mars 2017 | Één              | Belgique             | Original aux États-Unis, Canada, Pays scandinaves, Australie, Nouvelle-Zélande et Pologne | 1 saison, 10 épisodes  |
| Tabula Rasa       | Thriller            | 29 octobre 2017                | ZDF              | Belgique / Allemagne | Territoires choisis                                                                       | 1 saison, 9 épisodes   |
| Toon              | Comédie / Drame     | 2016- 2017                     | KPN              | Pays-Bas             | Territoires choisis                                                                       | 2 saisons, 16 épisodes |

##### Séries en russe
| Titre          | Genre                 | Date de diffusion originale | Chaîne Originale | Région d'origine | Région d'exclusivité de Netflix          | Saisons               |
| -------------- | --------------------- | --------------------------- | ---------------- | ---------------- | ---------------------------------------- | --------------------- |
| Better than Us | Drame/Science fiction | 2018                        | Channel One      | Russie           | Tous les autres marchés excepté la Chine | 1 saison, 16 épisodes |

##### Séries en suédois
| Titre         | Genre           | Date de diffusion originale | Chaîne Originale | Région d'origine | Région d'exclusivité de Netflix | Saisons                |
| ------------- | --------------- | --------------------------- | ---------------- | ---------------- | ------------------------------- | ---------------------- |
| Bonus Familiy | Comédie / drame | 2017-2019                   | SVT              | Suède            | International                   | 3 saisons, 30 épisodes |

##### Séries en norvégien
| Titre       | Genre            | Date de diffusion originale         | Chaîne Originale | Région d'origine | Région d'exclusivité de Netflix                                                      | Saisons              |
| ----------- | ---------------- | ----------------------------------- | ---------------- | ---------------- | ------------------------------------------------------------------------------------ | -------------------- |
| Nobel       | Thriller / Drame | 25 septembre 2016 - 6 novembre 2016 | NRK              | Norvège          | Original aux États-Unis, Canada, Royaume-Uni, Irlande, Australie et Nouvelle-Zélande | 1 saison, 8 épisodes |
| Borderliner | Policier         | 2017                                | TV2              | Norvège          | Tous les autres marchés                                                              | 1 saison, 8 épisodes |

##### Séries en danois
| Titre   | Genre           | Date de diffusion originale | Chaîne Originale | Région d'origine | Région d'exclusivité de Netflix                           | Saisons                |
| ------- | --------------- | --------------------------- | ---------------- | ---------------- | --------------------------------------------------------- | ---------------------- |
| Rita    | Comédie / Drame | 2012-                       | TV2              | Danemark         | Tous les autres marchés                                   | 4 saisons, 32 épisodes |
| Warrior | Drame policier  | 8/10/2018-12/11/2018        | TV2              | Danemark         | Tous les autres marchés excepté la Finlande et la Norvège | 1 saison, 6 épisodes   |

##### Séries en finnois
| Titre      | Genre          | Date de diffusion originale | Chaîne Originale | Région d'origine | Région d'exclusivité de Netflix                                                                                      | Saisons                |
| ---------- | -------------- | --------------------------- | ---------------- | ---------------- | --- | ---------------------- |
| Bordertown | Drame policier | 2016-                       | Yle TV1          | Finlande         | Original aux États-Unis, Canada, Royaume-Uni, Norvège, Suède, Danemark, Islande, Europe de l'Est, Russie et Pays-Bas | 2 saisons, 21 épisodes |
| Deadwind   | Drame policier | 2018-                       | Yle TV2          | Finlande         | Territoires choisis                                                                                                  | 1 saison, 12 épisodes  |

##### Séries en Catalan
| Titre                 | Genre       | Date de diffusion originale | Chaîne Originale | Région d'origine | Région d'exclusivité de Netflix | Saisons                |
| --------------------- | ----------- | --------------------------- | ---------------- | ---------------- | ------------------------------- | ---------------------- |
| If I Hadn't Met You   | Fantaise    | 2018                        | TV3              | Espagne          | Territoires choisis             | 1 saison, 10 épisodes  |
| Merlí                 | Drame       | 14/09/2015- 15/01/2018      | TV3              | Espagne          | Amérique Latine & États-Unis    | 3 saisons, 40 épisodes |
| The Hockey Girls      | Comédie     | 2019                        | TV3              | Espagne          | Territoires choisis             | 1 saison, 13 épisodes  |
| Welcome to the Family | Humour noir | 2018-                       | TV3              | Espagne          | Territoires choisis             | 2 saisons, 26 épisodes |

##### Séries en nigérian
| Titre         | Genre    | Date de diffusion originale | Chaîne Originale | Région d'origine | Région d'exclusivité de Netflix | Saisons  |
| ------------- | -------- | --------------------------- | ---------------- | ---------------- | ------------------------------- | -------- |
| Blood Sisters | Thriller | 2022                        |                  |                  |                                 | 1 saison |

#### Séries en langues asiatiques

##### Séries en coréen
| Titre                           | Genre                          | Date de diffusion initiale | Chaîne originale     | Région d'origine | Région d'exclusivité de Netflix                        | Saisons                |
| ------------------------------- | ------------------------------ | -------------------------- | -------------------- | ---------------- | ------------------------------------------------------ | ---------------------- |
| A Korean Odyssey                | Drame                          | 2017–18                    | TVN                  | Corée du Sud     | Tous les autres marchés                                | 20 épisodes            |
| Abyss                           | Drame fantastique              | 2019                       | TVN                  | Corée du Sud     | Tous les autres marchés                                | 1 saison, 16 épisodes  |
| Argon                           | Drame                          | 2017                       | TVN                  | Corée du Sud     | Territoires choisis République tchèque et Suède inclus | 1 saison, 8 épisodes   |
| Arthdal Chronicles              | Fantasy historique             | 2019                       | TVN                  | Corée du Sud     | Territoires choisis                                    | 1 saison, 18 épisodes  |
| Bad Guys: Vile City             | Policier                       | 2018                       | OCN                  | Corée du Sud     | Territoires choisis République tchèque et Suède inclus | 1 saison, 16 épisodes  |
| Black                           | Thriller                       | 2017                       | OCN                  | Corée du Sud     | Territoires choisis                                    | 1 saison, 18 épisodes  |
| Chief of Staff                  | Drame politique                | 2019–                      | JTBC                 | Corée du Sud     | Territoires choisis                                    | 2 saisons, 20 épisodes |
| Crash Landing on You            | Comédie romantique             | 2019–                      | TVN                  | Corée du Sud     | Tous les autres marchés                                | 1 saison, 16 épisodes  |
| Life                            | Drame                          | 2018                       | JTBC                 | Corée du Sud     | Territoires choisis                                    | 1 saison, 16 épisodes  |
| Live                            | Policier                       | 2018                       | TVN                  | Corée du Sud     | Territoires choisis                                    | 1 saison, 18 épisodes  |
| Man to Man                      | Drame                          | 2017–                      | JTBC                 | Corée du Sud     | Tous les autres marchés                                | 1 saison, 16 épisodes  |
| Memories of the Alhambra        | Fantastique                    | 2018                       | TvN                  | Corée du Sud     | Tous les autres marchés                                | 1 saison, 16 épisodes  |
| Mr. Sunshine                    | Série dramatique               | 2018                       | TvN                  | Corée du Sud     | Tous les autres marchés                                | 1 saison, 24 épisodes  |
| My Country: The New Age         | Série dramatique               | 2019                       | JTBC                 | Corée du Sud     | Tous les autres marchés excepté Chine et Japon         | 1 saison, 20 épisodes  |
| One Spring Night                | Drame romance                  | 2019                       | MBC                  | Corée du Sud     | Tous les autres marchés                                | 1 saison, 16 épisodes  |
| Possessed                       | Thriller                       | 2019                       | OCN                  | Corée du Sud     | Territoires choisis                                    | 1 saison, 16 épisodes  |
| Prison Playbook                 | Comédie                        | 2017–                      | TVN                  | Corée du Sud     | Tous les autres marchés                                | 1 saison, 16 épisodes  |
| Romance Is a Bonus Book         | Comédie romantique             | 2019                       | TVN                  | Corée du Sud     | Territoires choisis                                    | 1 saison, 16 épisodes  |
| Rookie Historian Goo Hae-ryung  | Série dramatique               | 2019                       | MBC                  | Corée du Sud     | Tous les autres marchés                                | 1 saison, 20 épisodes  |
| Stranger                        | Thriller                       | 2017                       | TVN                  | Corée du Sud     | Territoires choisis                                    | 1 saison, 16 épisodes  |
| The Hymn of Death               | Drame                          | 2018                       | SBS                  | Corée du Sud     | Tous les autres marchés                                | 1 saison, 3 épisodes   |
| The Lies Within                 | Drame politique                | 2019                       | OCN                  | Corée du Sud     | Territoires choisis                                    | 1 saison, 16 épisodes  |
| The Sound of Your Heart         | Sitcom                         | 2016                       | Naver TV Cast / KBS2 | Corée du Sud     | Tous les autres marchés                                | 1 saison, 10 épisodes  |
| The Sound of Your Heart: Reboot | Sitcom                         | 2018–                      | Naver TV Cast / KBS2 | Corée du Sud     | Territoires choisis                                    | 2 saisons, 20 épisodes |
| Vagabond                        | Action Espion thriller romance | 2019–                      | SBS TV               | Corée du Sud     | Tous les autres marchés                                | 1 saison, 16 épisodes  |
| When the Camellia Blooms        | Comédie romantique thriller    | 2019                       | KBS2                 | Corée du Sud     | Tous les autres marchés                                | 1 saison, 20 épisodes  |
| White Nights                    | Drame                          | 2016–                      | MBC                  | Corée du Sud     | Tous les autres marchés                                | 1 saison, 20 épisodes  |

##### Séries en thai
| Titre                                      | Genre   | Date de diffusion initiale | Chaîne originale | Région d'origine | Région d'exclusivité de Netflix          | Saisons               |
| ------------------------------------------ | ------- | -------------------------- | ---------------- | ---------------- | ---------------------------------------- | --------------------- |
| Answer for Heaven                          | Comédie | 2019                       | TBA              | Thaïlande        | Territoires choisis                      | 1 saison, 18 episodes |
| Bangkok Love Stories: Hey You!             | Drame   | 2018                       | GMM Grammy       | Thaïlande        | Territoires choisis                      | 1 saison, 13 épisodes |
| Bangkok Love Stories: Innocence            | Drame   | 2018                       | GMM Grammy       | Thaïlande        | Territoires choisis                      | 1 saison, 13 épisodes |
| Bangkok Love Stories: Objects of Affection | Drame   | 2019                       | GMM Grammy       | Thaïlande        | Territoires choisis                      | 1 saison, 13 épisodes |
| Bangkok Love Stories: Plead                | Drame   | 2019                       | GMM Grammy       | Thaïlande        | Territoires choisis                      | 1 saison, 13 épisodes |
| Girl From Nowhere                          | Drame   | 2018                       | GMM 25           | Thaïlande        | Territoires choisis                      | 1 saison, 13 épisodes |
| Monkey Twins                               | Drame   | 2018                       | GMM One          | Thaïlande        | Territoires choisis Japon et Inde inclus | 1 saison, 13 épisodes |
| Oh My Ghost                                | Drame   | 2018                       | True4U           | Thaïlande        | Tous les autres marchés,                 | 1 saison, 16 épisodes |
| The Judgement                              | Drame   | 2018                       | GMM 25           | Thaïlande        | Tous les autres marchés,                 | 1 saison, 13 épisodes |

##### Séries en japonais
| Titre                           | Genre | Date de diffusion originale | Chaîne Originale | Région d'origine | Région d'exclusivité de Netflix | Saisons               |
| ------------------------------- | ----- | --------------------------- | ---------------- | ---------------- | ------------------------------- | --------------------- |
| Final Fantasy XIV: Dad of Light | Drame | 2017                        | MBS/TBS          | Japon            | Tous les autres marchés         | 1 saison, 8 épisodes  |
| My Husband Won't Fit            | Drame | 2019                        | Fuji TV          | Japon            | Territoires choisis             | 1 saison, 10 épisodes |

#### Séries multilingues
| Titre                       | Genre                  | Date de diffusion initiale | Chaîne originale | Région d'origine  | Région d'exclusivité de Netflix | Saisons                | Langues                             |
| --------------------------- | ---------------------- | -------------------------- | ---------------- | ----------------- | --- | ---------------------- | ----------------------------------- |
| Berlin Station              | Drame                  | 2016–19                    | Epix             | États-Unis        | International | 2 saisons, 19 épisodes | Anglais/Allemand                    |
| Call Me Francis             | Drame                  | 2016                       | Canale 5         | Italie            | 40 territoires hors d'Europe | 1 saison, 4 épisodes   | Espagnol/Italien                    |
| Fauda                       | Drame/thriller         | 2016–                      | YES              | Israël/ Palestine | Tous les autres marchés excepté France, Amérique Latine, et Israël | 2 saisons, 24 épisodes | Hébreu/Arabe                        |
| Medici: Masters of Florence | Historical fiction     | 2016–                      | Rai 1            | Italie            | Original au Royaume-Uni, Irlande, Canada, États-Unis, et Asie | 2 saisons, 16 épisodes | Italien/Anglais                     |
| Rebellion                   | Historical fiction     | 2016                       | RTÉ              | Irlande           | Tous les autres marchés excepté la Finlande, l'Irlande et les États-Unis | 1 saison, 5 épisodes   | Irlandais/Anglais                   |
| Spotless                    | Comédie/Drame/Thriller | 2015                       | Canal+           | France            | Original au Royaume-Uni, en Irlande, en Asie-Pacifique, et en Turquie | 1 saison, 10 épisodes  | Français/Anglais                    |
| Occupied                    | Thriller politique     | 2015- en cours             | TV2              | Norvège           | Original aux États-Unis, Australie, Inde, Belgique, Italie, Pays-Bas, Nouvelle-Zélande, Canada, Israël, Irlande et Royaume-Uni + disponible en France (non communiquée, mais disponible) | 2 Saisons, 18 épisodes | Norvégien/Anglais/Français et Russe |